# شاپور یکم
شاپورِ یکُم (به پارسی میانه: 𐭱𐭧𐭯𐭥𐭧𐭥𐭩، تلفظ: شَهْپُوهْرْ) دومین شاهنشاه ایرانشهر از دودمان ساسانی بود که پس از مرگ پدرش، اردشیر بابکان، بنیان‌گذار شاهنشاهی ساسانی، در ۱۲ آوریل ۲۴۰ میلادی به فرمانروایی رسید. وی پیش از رسیدن به شاهنشاهی به‌عنوان جانشین پادشاه در نبردهای زیادی در برابر اشکانیان شرکت جست و توانست جایگاه والایی در نزد پدرش پیدا کند.
پس از مرگ اردشیر بابکان، شاپور فرمانروایی کشور را به دست آورد و در آغاز پادشاهی خویش با فراخوان دینی مانی رو به رو شد؛ و به سبب اینکه وی در سیاست خویش از آزادی دینی استفاده می‌کرد، از او پشتیبانی نمود؛ و در پایان توانست از شیوه‌های نوین مانی برداشت‌های نیازین را داشته باشد و در یکپارچگی فرمانروایی از وی یاری گیرد. دربارهٔ اداره رویدادهای دینی کشور می‌توان گفت که شاپور همانند پدر خویش توانایی اداره این کارها را نداشته است بنابراین اداره همه این رویدادها را با توانایی تصمیم‌گیری آزاد یکپارچه بر دوش یک روحانی به‌نام کرتیر گذاشته بود و کرتیر هم قوانین دینی نو را برای فرمانروایی ساسانی برگزید.
شاپور در زمان پادشاهی خویش در سه دوره با رومیان نبرد کرد. در نخستین دوره جنگ‌ها، دو نبرد با رومیان را پشت سر گذرانید. نبرد نخست که در رأس‌العین رخ داد در ادامهٔ جنگی بود که از زمان پدر او اردشیر انجام گرفته بود و در زمان شاپور ادامه داشت. در نبرد دوم سپاه ایران به همراه سپاه رومیان در جایی بنام مشیک رو در روی یکدیگر قرار گرفتند. اما سرانجام به شکست سپاهیان روم انجامید و پیمان نامه ۲۴۱ میلادی هم از آن دسته پیامدهای منفی این جنگ با رومیان بود و از پیامدهای مثبت این جنگ برای ساسانیان، به‌دست آوردن سرزمین ارمنستان بود که از همین رو از مهم‌ترین شهرهای این دوران بشمار می‌رفت. در دوره دوم جنگ‌های شاپور از سال ۲۵۲ تا ۲۵۳ میلادی جنگ‌هایش را در برابر امپراتوری روم آغاز کرد و توانست در این جنگ‌ها شکست سنگینی را به رومیان تحمیل کند و یک ارتش نیرومند رومی را در نبرد بربلیسوس شکست دهد و استان‌های شرقی را به چنگ خود درآورد. دوره سوم جنگ‌ها در اثر شکسته شدن قرارداد ۲۴۴ میلادی جنگ دیگری میان ایران و روم درگرفت و ایرانیان توانستند افزون بر شکست دادن رومیان انطاکیه را نیز از آن خود کنند. در این دوره باز هم شاهد حملات رومیان به سمت شرق هستیم و رومیان که از فتوحات ساسانیان خشمگین شده بودند به سمت شرق حمله نموده و در سال ۲۵۴ میلادی، والریانوس به همراه سپاهیان خود به شرق لشکرکشی نمود. سرانجام نبرد ادسا میان سپاه وی و ساسانیان درگرفت که در پایان سپاه رومیان شکست خورده و در فرجام این جنگ والریانوس امپراتور روم اسیر سپاه ساسانی شد. سرانجام در این دوره از جنگ‌ها گوردیانوس دیگر امپراتور رومی نیز جان خود را از دست می‌دهد و فیلیپ عرب هم ناچار به باج پردازی می‌شود.
در خصوص شیوه نظام پولی این دوره می‌توان گفت که شاپور در ضرب سکه از شیوه ساختاری پدر خویش استفاده نمود و توانست از عناوینی که در زمان اردشیر بکار گرفته شده بود، سکه‌های خویش را ضرب کند و در زمینه رواج سکه کوشش‌های نیازین را به سرانجام برساند. در زمان حکمرانی رفتار مناسبی با همه دین‌ها داشت به گونه‌ای که با مسیحیان و زرتشتیان و یهودیان سرزمین خویش به شیوه‌ای یکسان رفتار می‌کرد و ارج و گرامیداشتی که به این دین‌ها می‌گذاشت سبب آرامش و استقلال دینی شد.
شاپور در زمان زندگی خود شهرهای فراوانی را بنا کرد که از جمله این شهرها بیشاپور است. این شهر با همراهی اسیران رومی ساخته شد. افزون بر بیشاپور، گندی شاپور هم که یکی از مراکز مهم دانشی و پزشکی این دوران شناخته شده در زمان شاپور بنا شده است. شاپور علاوه بر بنا کردن شهرها به بازسازی شهرها نیز پرداخته است که یکی از این شهرها پیروز شاپور بوده که جایگاه گردآوری جنگ‌افزارها بوده است. یکی از میراث ارزشمندی که شاپور از خود برجای گذاشته، سنگ‌نبشته‌ای در کعبهٔ زرتشت است که داده‌های مهمی درباره سرزمین‌های ایرانشهر نمایان می‌کند. افزون بر کتیبه کعبه زرتشت می‌توان به دیگر میراث شاپور همانند غار شاپور و دیگر نقوش او در نقش رستم و حاجی‌آباد و تنگ براق و… یادآوری نمود. سرانجام شاپور پس از سی سال پادشاهی در ۲۷ می ۲۷۰ یا ۲۷۲ در شهر بیشاپور در پی بیماری درگذشت و فرمانروایی را به پسرش هرمز اردشیر واگذار کرد.

## ریشه نام
سه تن از شاهنشاهان ساسانی و شخصیت‌های مهم دیگری در دورهای بعد شاهنشاهی ساسانی به این نام شناخته شده‌اند. نام شاپور برگرفته شده از ریشهٔ ایرانی باستان xšāyaθiyahyā-puθra به معنی «پسر پادشاه» است و در اصل باید عنوانی برای کسانی باشد که بعدها در قرن ۲ میلادی به عنوان نام شخصی به‌کار گرفته شده است. اگر چه در اسامی پادشاهان پارتی در تواریخ عربی - ایرانی (همچون ابوریحان بیرونی) نیز دیده می‌شود. صورت‌های دیگر این نام شامل پارتی šhypwhr؛ فارسی میانه با خط پهلوی کتیبه‌ای šhpwhry (𐭱𐭧𐭯𐭥𐭧𐭥𐭩)؛ پهلوی - مانوی š’bwhr؛ پهلوی کتاب‌نویس šhpwhl؛ ارمنی šapowh؛ سریانی šbwhr؛ سغدی š’p(‘)wr؛ یونانی Sapur ,Sabour و Sapuris؛ لاتین Sapores و Sapor؛ عربی سابور و شابور؛ و فارسی نو شاپور، شاهپور و شاهفور است.

## نسب و نیا

سکه نقره شاپور یکم ساسانی

شاپور پسر اردشیر بابکان، دومین شاهنشاه ساسانی است که گزارش‌های تاریخیِ گوناگونی در مورد نیا و نسب اردشیر و پسرش شاپور وجود دارد. برای نمونه براساس گفتهٔ طبری، اردشیر پسر بابک پسر ساسان بوده است. در روایتی دیگر که در کارنامهٔ اردشیر بابکان ذکر شده، و شاهنامهٔ فردوسی نیز آن را گفته است، چنین آمده است که اردشیر، زادهٔ ازدواج ساسان ــ فردی از نوادگان دارا ــ با دختر بابک، حاکمی محلی در ایالت پارس بوده است. در کتاب کارنامهٔ اردشیر بابکان که در دوران پس از زندگی اردشیر بابکان نوشته شده است، وی «اردشیر کی بابکان از تخمهٔ ساسان و از ناف دارا شاه» خوانده شده است. دریایی براساس این گفته اذعان می‌کند که اردشیر می‌توانسته است نسب خود را به هر آن که می‌توانسته نسبت دهد؛ انتساب اردشیر به کیانیان اسطوره‌ای با لقب «کی» در کنار پیوند دادن خویش به «ساسان» که ایزدی نگهبان و اسرارآمیز می‌بوده و همچنین دارا ــ که احتمالاً تلفیقی بوده‌باشد از داریوش بزرگ و دوم هخامنشی با دارای یکم و دوم از دودمان شاهان محلی پارس ــ، نشان از تبار ساختگی او می‌دارد. با این حال روایت دیگری نیز در باب نسب اردشیر بابکان وجود دارد که روایت متفاوتی از نسب و نیا وی می‌دهند اما براساس گفتهٔ حمدالله مستوفی در کتاب تاریخ گزیده، اردشیر پس از شکست دادن اردوان، دختر وی آواز را به ازدواج خود درآورد اما پس از مدتی آواز قصد مسموم کردن اردشیر را داشت اما شاهنشاه ساسانی متوجه شد و دستور قتل وی را صادر کرد اما آواز اعلام کرد که حامله‌ست و از آنجایی اردشیر فاقد فرزند و پسر بود، به توصیهٔ وزیر خود از مرگ وی صرف‌نظر کرد و پس از چند ماه شاپور پسر وی متولد شد.
علاوه بر تاریخ گزیده، شاهنامه فردوسی، ابن اثیر، حبیب السیر، طبری و … این موضوع را تصدیق می‌کنند. اما با توجه به مدت سلطنت اردشیر پس از مرگ اردوان، ۱۴ سال بوده است، به‌سختی می‌توان این روایت را پذیرفت؛ چرا که از این داستان این نتیجه به‌دست می‌آید که شاپور در این زمان که بر تخت می‌نشیند، ۱۳ ساله بوده است. در واقع شاهنشاهی شاپور از اواخر دوره حکومت پدرش شروع شد و قبل از آن به‌عنوان شریک وی را در کنترل شاهنشاهی ساسانی یاری می‌کرد.

## وضعیت سیاسی و اجتماعی پیش از سلطنت شاپور
برپایهٔ منابع موجود، بابک پدر اردشیر موبد آتشکدهٔ آناهیتا بود. او توانست جنگاوران محلی پارس که به این ایزد باورمند بودند را گرد هم آورد. در این هنگام، حکومت بلاش پنجم به‌سبب یورش سپتیموس سوروس امپراتور روم به میان‌رودان آشفته بود. احتمال دارد بلاش پنجم، بابک را پس از آنکه سربه‌شورش برآورد شکست داده، تا مدتی مجبور به گردن نهادن به حکومت پارتیان کرده‌باشد. احتمالاً قلمروی بابک نیز چیزی فراتر از خطهٔ پارس نبوده‌باشد. سپس بابک به اردوان پنجم نامه بنوشت و اجازه خواست تا پسرش شاپور را به‌جای گوچهر به قدرت برساند اما اردوان در پاسخ بابک و پسرش اردشیر را یاغی شناخت اما به‌واسطه اشتغال به مسائل داخلی و سرکوب مدعیان حکومت، نتوانست به یک قدرت نوپاخاسته در پارس اهمیت دهد. پس از مدتی بابک در تاریخی نامشخص مُرد و پسرش شاپور بر تخت نشست اما اردشیر، دیگر پسر بابک، از پادشاهی برادر خود دوری جست و درگیری‌های فراوانی میان آن دو شکل گرفت. اما طی این درگیری‌ها در اثر یک حادثه، شاپور جان خود را از دست داد و در نهایت اردشیر توانست خود را به عنوان پادشاه سرزمین پارس معرفی کند. وی برای گسترش قدرت خود، بسیاری شاهان محلی و زمین‌داران وابسته به پارتیان را مطیع خود ساخت. در مرحلهٔ نخست شورش، اردشیر با کنش‌هایی مانند ضرب سکه و ساخت شهرهای نو، قدرت مرکزی اشکانیان را به چالش کشید. او بلافاصله بعد از تثبیت سلطنت خود امرای ایالات مختلف را از بین برد و وحدتی در منطقه ایجاد نمود، همچنین حکومت خود را در خارج از محدودهٔ پارس ــ یعنی اصفهان و کرمان امروزی ــ به اثبات رساند. اردوان پس از فتوحات اردشیر در کرمان به حکم شوش دستور داد تا نیروهای وی را سرکوب و وی را نیز اسیر و به تیسفون بیاورد اما اردشیر توانست حاکم شوش را شکست دهد و منطقه تحت حاکمیت وی را به قلمروی خود اضافه کند. با گسترش فتوحات اردشیر به سمت تیسفون و تسلط وی بر ایالت میشان، سرانجام در جنگ اردشیر با اردوان در نبرد هرمزدگان در ۲۸ آوریل ۲۲۴ میلادی، اردوان به‌دست اردشیر کشته شد و سلسلهٔ اشکانی نیز سقوط کرد. پس از کشته‌شدن اردوان، فتوحات اردشیر ادمه یافت. طی سلسله اتفاقاتی، خاندان‌های بزرگ پارتی مطیع یا مغلوب اردشیر شدند.
اردشیر در طی حکمرانی خود بر پارس، توانست رومیان و سکاییان را از میان بردارد و پادشاه کوشان را پس از دو سال پیاپی جنگیدن مجبور به عقب‌نشینی کند و در نهایت توانست پادشاه ارمنستان را طی ده سال مقاومت مغلوب خود سازد. در دوران حکومت او، فرات تا مرو و هرات تا سیستان تحت سلطه حکومت پارس قرار داشتند؛ و نزدیک به نیم قرن توانست دشمنان خود را پیاپی شکست دهد؛ و طبق روایت گفته شده قبل از مرگ خود، شاپور را به عنوان جانشین خود معرفی نمود.

### سال‌های پایانی اردشیر و مسئلهٔ جانشینی

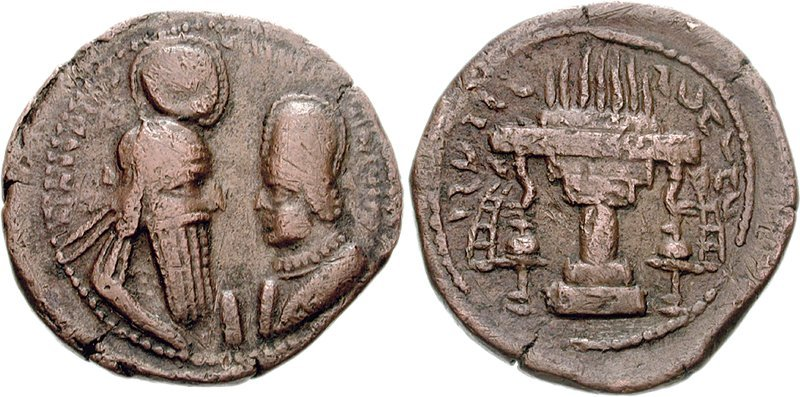
طرحی از سکهٔ دستهٔ سوم اردشیر بابکان؛ شمایل اردشیر و پسرش شاپور بر روی سکه؛ نمایی از آذرگاهی افروخته بر پشت سکه

به‌دلیل سختی‌هایی که در زمینهٔ منابع وجود دارد، سال‌های پایانی و روز مرگ اردشیر به‌طور واضح مشخص و روشن نیست. احتمالاً شاپور، پسر اردشیر، به عنوان شریک در پادشاهی، در ۱۲ آوریل ۲۴۰ میلادی، تاج‌گذاری کرده باشد. وی پدر خود را پیاپی در جنگ با پارتیان همراهی می‌کرد که زمینه‌ای برای فتوحات خود در آینده شد. همچنین اردشیر او را آرامترین و باهوش‌ترین و شجاع‌ترین و تواناترین فرزندش معرفی نمود؛ و او را در مجلس نجیب‌زادگان جانشین خود اعلام نمود؛ همچنین شاپور در کتیبه‌های نقش رستم و فیروز آباد به عنوان وارث نمایان شده است. طبق گفته‌های بلعمی، اردشیر تاج را با دست‌های خودش بر سر شاپور گذاشت و مسعودی هم این سخن را تأیید می‌کند؛ و اضافه می‌کند که اردشیر برای خدمت به خدا بازنشسته شده است و یکسال یا بیشتر عمر کرده است. زمان تاج‌گذاری شاپور از سنگ‌نگاره‌های پیرچاوش واقع در سلماس در شمال غربی ایران که سهیم شدن شاپور در پادشاهی را نشان می‌دهد گرفته شده است. پاسخ این پرسش که آیا شاپور به عنوان شاهی بی‌شریک در دوران زندگانی اردشیر تاج بر سر نهاده، وابسته به تفسیر نوعی سکهٔ خاص است. در این سکه‌ها، شمایل اردشیر و پسرش شاپور همراه یکدیگر بر روی سکه کنده شده است. شریک‌کردن شاپور در قدرت، احتمالاً تدبیر اردشیر بوده تا مسئلهٔ جانشینی را بی‌دردسر و به‌راحتی حل کرده‌باشد که علت آن این امر بود که اردشیر پسران دیگری هم داشت و نگران آن بود که پسرانش همچون خودش، چشم به تاج و تخت دوخته باشند.
پیرامون سال شراکت شاپور در شاهنشاهی با اردشیر، در دست‌نبشته‌های مانوی کلن به زبان یونانی دربارهٔ زندگی مانی چنین آمده است:
هنگامی که من بیست و چهار ساله شدم، در سالی که پادشاه ایران، دری-اردشیر شهر هترا را بگشود، و در سالی که شاپورشاه، پسرش، بزرگ‌ترین دیهیم را در ماه فارموثی، در روزماه [هشتمِ ماه فارموثی]، بر سر نهاد، خداوند من که خجسته‌ترین است مرا به احسان خویش سرافراز کرد، مرا به لطف خویش فراخواند…
 با محاسبهٔ ماه و سال مصری دانسته می‌شود که تاجگذاری شاپور به عنوان شریک پادشاهی پدرش، در ۱۲ آوریل سال ۲۴۰ میلادی (نخستین روز از ماه بابلی نیسان در سال ۵۵۱) اتفاق افتاد. پادشاهی هم‌زمان اردشیر و شاپور، ظاهراً تا اوایل ۲۴۲ میلادی طول کشید. بدین ترتیب این مسئله پیش روی است که شاپور احتمالاً دو بار تاج بر سر گذاشته‌باشد؛ یکی به عنوان شریک پادشاهی در ۲۴۰ میلادی و بار دگر در ۲۴۳ میلادی به‌مثابهٔ شاهنشاهی تنها؛ ولیکن احتمال بیشتر آن است که وی تنها یک‌بار و آن‌هم در سال ۲۴۰ میلادی، تاج بر سر گذاشته باشد.

## حیات سیاسی

### ظهور مانی
همزمان با سال پایانی سلطنت اردشیر و سال نخستین شاهنشاهی شاپور، مانی در سال ۲۴۰ میلادی یعنی مصادف با ۲۴ سالگی‌اش، و در زمان اردشیر بابکان مدعی پیامبری شد. طبق گفته کریستن‌سن، مادر وی از خاندان اشکانی بوده که در هنگام تولد مانی در ایران سلطنت می‌کردند و احتمالاً فاتک پدر مانی نیز از همین دودمان باشد. وی در کودکی به آیین مغتسله تربیت شد اما پس از مدتی این آیین را انکار کرد. وی مدعی بود چندبار مکاشفاتی یافته و ملکی به‌نام صاحب و قرین اسرار عالم و حقایق عالم الهی به وی عرضه شده است. پس از سفر به هند و رجعت به ایران، دعوت خویش را آغاز کرد که در این زمان اردشیر بابکان از سلطنت کنار و پسرش شاپور به قدرت رسیده بود. وی پس از آغاز دعوت خود توانست عده‌ای را به آیین خود دعوت کند که نخستین پشتیبان او پسر اردشیر فیروز بود. پس از مرگ اردشیر، مدتی شاپور که برخلاف پدرش در سیاست تسامح دینی را برگزید و از مانی به سبب برداشت‌های نوینی که داشت، حمایت نمود. همچنین شاپور در نظر داشت که در وحدت حکومت خود می‌تواند از او استفاده نماید و به همین سبب از او حمایت نمود و او شاپور را در سفرهای جنگی همراهی نمود. بنابر روایت کتاب الفهرست، هنگامی که مانی به حضور شاپور رفت بر هر دوش خود مشعل روشن کرده بود و در آن هنگام شاپور تصمیم گرفت که او را دستگیر کند و را به هلاکت برساند اما هنگامی که چشمش به او افتاد، حس اعتمادی را در او دید و علت آمدنش در نزد شاه را پرسید و شاپور هم به وی وعده داد که از او حمایت کند و آنگاه مانی از شاه طلب مساعدت کرد و تقاضا کرد که پیروان او بتوانند آزادانه دین او را تبلیغ کنند و در سایر قسمت‌های سرزمین ساسانی، مورد احترام قرار گیرد و آزادانه به هر جا قصد دارند، بروند که شاپور با درخواست وی موافقت کرد. طبق کتاب کفالایا که مانی شرح حال خود را در آن نوشته است، می‌توان اطلاعات مفیدی را در خصوص روابط او و شاپور ذکر نمود. مانی پس از اینکه شرحی در خصوص مسافرت هند و مراجعت به ایران چنین ذکر می‌کند: 
 بحضور شاهپور شاه رفتم و او با احترام بسیار مرا پذیرفت و اجازه مسافرت [در کشور خود] مرحمت کرد، تا کلمه حیات را تبلیغ کنم. من چندین سال صرف کردم … و در مرکب او سالیان دراز در ایران و کشور پارت تا آدیب و ممالکی، که با دولت روم مجاور است مسافرت نمودم
طبق روایات مانویه، شاپور در آخر با مانی از در خصومت درآمد و بنابر روایت یعقوبی، شاپور تنها ده سال با مانی متحد شد و پس از آن او را اخراج کرد؛ و مانی نزدیک به ده سال در ممالک آسیای صغیر سرگردان بود. شمیدت نسبت به جزئیات روایات مشکوک است و معتقد است شاپور هرگز با مانی معارضه‌ای نداشته است.
علاوه بر شاپور، پسر او هرمزد هم به مانی احترام بسیاری گذاشته است. نظام دینی که مانی به کار می‌برد ثنویت یا دوگانه کیشی بود. همانگونه که خود او در کتاب شاپورگان بیان کرده است، نظام دینی او مبتنی بر دو اصل بوده است که همین باعث شکل‌گیری مذهب دو بُنی شده است. این نظام برای گسترش پیام خود از اصلاحات زرتشتی استفاده می‌نمود؛ و همین امر باعث گسترش این دین در قرن ۳ میلادی شد. نکته‌ای که باعث موفقیت مانی در گسترش آیین وی شد این بود که وی در بابل می‌زیست که در این مکان افراد با ادیان و خدایان مختلف در کنار یکدیگر می‌زیستند؛ که در این راستا توانست دین دو بنی خود را به همراه اصطلاحات و مفاهیم و واژه‌های محلی نفوذپذیرتر کند. همچنین او دبیرانی را استخدام نمود که علاوه بر ترویج دین او، به تحریر کتب دینی به زبان‌های ویژه می‌پرداختند. به عنوان مثال او یکی از کتاب‌های خود را به زبان پارسی تدوین نمود و نام آن را شاپورگان نامید آن را به شاپور تقدیم نمود. دلیل جهانی شدن دین او هم این بود که او خود را ادامه دهنده و تأیید کننده پیامبران دیگر می‌دانست و تمام عقاید خود را وابسته به دین مسیحیان و زرتشتیان، بوداییان، منداییان، نظام گنوسی ابن دیصان، مرقیون می‌دانست؛ و سرانجام در زمان پادشاهی بهرام یکم، با مخالفت کرتیر موبد موبدان روبه رو شد و توسط پادشاه زندانی شد و سپس کشته شد.

### قدرت‌گیری کرتیر
ایجاد سیاست اتحاد دین و دولت در ایران باستان را به اردشیر بابکان نسبت داده شده است. بر طبق روایت طبری خاندان اردشیر متولی آتشکدهٔ ناهید در استخر قدیم فارس بوده‌اند و طبیعی است هنگامی که اردشیر به قدرت رسید در پی این بوده باشد که دین مزدیسنی را که در زمان اشکانیان در کنار حکومت قرار داشت با حکومت یکی سازد و از آن به عنوان حربهٔ سیاسی بهره برد. عامل اجرای این سیاست از زمان اردشیر به بعد موبدی به نام کرتیر بوده که در مدت سلطنت شش پادشاه از اردشیر یکم تا نرسه می‌زیسته است. کرتیر در زمان اردشیر بابکان (بنیانگذار سلسله ساسانی) مقام عمده‌ای نداشته است.
او در کتیبه کرتیر در کعبه زرتشت ذکر کرده است که در زمان شاپور یکم، به سمت رئیس بزرگ همهٔ روحانیون موبدان موبد سراسر کشور منصوب شده است اما به نظر برخی مورخان، کرتیر در معرفی خود در کتیبه‌اش گزافه‌گویی کرده است و احتمالاً در دوران شاپور همچنان مقام هیربدی داشته است. از روایت‌های گوناگون چنین بر می‌آید که شاپور نسبت به ادیان و مذاهب و افکار خارجی تسامح داشته است. مانی در زمان شاپور ظهور کرد و به حضور شاپور رسید و اجازه یافت، دین خود را تبلیغ کند. انتشار مانویت در قلمرو ساسانی که اثر دیرپایی داشت، مدیون همین روحیهٔ تسامح بود که بی‌تردید پسند خاطر کرتیر نبود. هرمز یکم نیز نسبت به مانی نظر تأیید و مساعدت داشته است و او را یک چند در دستگرد بابل، در کاخ خویش، از تعقیب مخالفان پناه داد. وی نسبت به کرتیر دشمن مانی، هم علاقه نشان داده و حتی با اعطای کلاه و کمر که نشانه‌های اشرافیت بود، به این موبد پرشور متعصب او را در ردیف بزرگان عصر درآورد. .

## حیات نظامی

### روابط ایران و روم قبل از شاپور

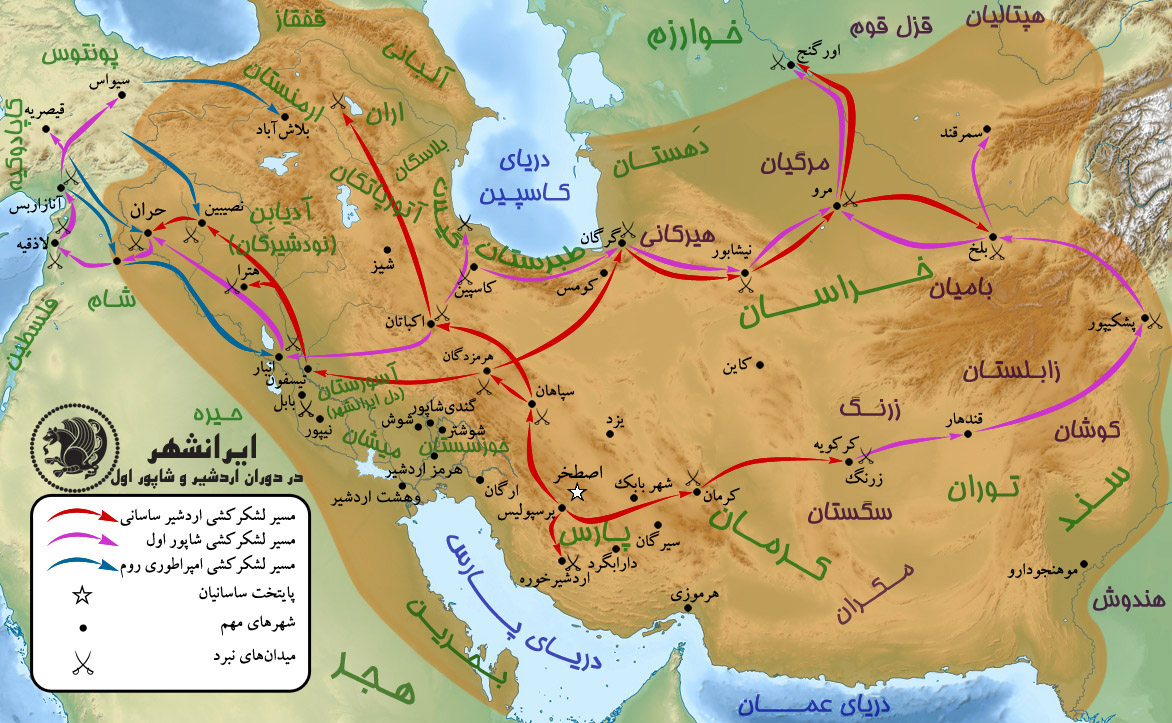
نقشهٔ لشکرکشی‌ها و نبردهای اردشیر بابکان و شاپور یکم

با قیام اردشیر بابکان (۲۲۴–۲۴۰ میلادی) و برافتادن سلسله اشکانی و جایگزینی آن با سلسله ساسانی، دعاوی جدید از جانب اردشیر بابکان نسب به مرزهای غربی قلمرو ساسانی پس از تحکیم و تمرکز قدرت در داخل مطرح شد که بر اثر آن بخش‌های وسیعی از نیمه شرقی امپراتوری روم در معرض تهدید قرار می‌گرفت. از گزارش هرودیان که همزمان با اردشیر می‌زیست، این‌چنین برداشت می‌شود که اردشیر ابتدا نامه سوروس الکساندر را که در آن شاهنشاه ساسانی را به صلح ترغیب کرده و فتوحات بزرگ آگوستوس، ترازان و سوروس را به وی یادآوری کرده کرده بود را با این نامه متقابل پاسخ داد که امپراتوری روم باید تمامی نیروهای خود را از سراسر سوریه و آسیای صغیر خارج کند. نخستین جنگ در مرزهای غربیِ خود شاهنشاهی ساسانی در سال ۲۳۰ میلادی، با حملهٔ سپاه اردشیر به مناطق تحت حاکمیت روم در شمال میان‌رودان رخ داد. اردشیر، ابتدا نصیبین را محاصره کرد اما موفق به فتح آن نشد؛ حمله دیگ نیروهای ساسانی به دیگر مناطق سوریه و کاپادوکیه کشیده شد. پس از تلاش بی‌حاصل امپراتور روم برای مصالحه با اردشیر، سرانجام الکساندر سوروس در سال ۲۳۲ با بی‌میلی و اکراه نیروهای خود را برای مقابله با اردشیر آماده کرد. در سال ۲۳۳ میلادی سوروس الکساندر توانست پیروزهای را در جبهه ارمنستان به‌دست‌آورد و مانع از پیشروی اردشیر بابکان درمنطقه میان‌رودان و سوریه شود. این‌چنین نخستین جنگ میان ایران و روم در دوره شاهنشاهی ساسانی به پایان رسید و ساسانیان از سرزمین‌هایی که در ابتدای لشکرکشی خود، تسخیر کرده بودند عقب نشستند و وضع پیش از جنگ بار دیگر برقرار شد. هرچند ساسانیان و رومیان هیچ‌کدام از این برخورد پیروز بیرون نیامدند اما در روم، جلوگیری از حمله اردشیر به سمت غرب به‌عنوان پیروزی بزرگی نمایش داده شد.
پس از گذشت ۲ سال از پایان دور اول جنگ اردشیر با روم و با قتل الکساندر سوروس و آشوب‌های حاصل از آن، اردشیر بابکان بار دیگر تهاجم خود را به سمت مرزهای شرقی امپراتوری روم آغاز کرد و توانست در سال ۲۳۵ و ۲۳۶ میلادی استحکامات روم در میان‌رودان و شهرهایی همچون حران و نصیبین را تسخیر کند و به شهر دورا یورش برد. وی همچنین فتوحات ود را به شمال شبه‌جزیره عربستان و منطقه پالمیر ــ که یکی از مراکز مهم بازرگانی تحت نفوذ امپراتوری روم بود ــ ادامه داد که ضربه سنگینی به منافع اقتصادی امپراتوری روم در منطقه می‌زد. سپس به هترا ــ که شهری تجاری و مرکز عبور کاروان‌های بازرگانی بود ــ لشکرکشی کرد. هترا پس از یک سال محاصره سرانجام در آوریل ۲۴۱ میلادی سقوط کرد. احتمالاً سقوط هترا سبب‌ساز جنگ‌های گوردیان سوم با ایران شده‌باشد.

### دور اول جنگ شاپور با روم
سقوط هترا شکست سخت برای رومیان به‌شمار می‌رفت و در نتیجه آن وضع سوق‌الجیشی ساسانیان در شمال میان‌رودان بسیار رو به بهبود گذارده بود. بدین نتیجه تنش پنهانی میان امپراتوری روم و ساسانیان به هنگام مرگ اردشیر بابکان در سال ۲۴۱ میلادی افزایش یافت. در دوره جانشین وی، شاپور یکم، جنگ و جدال بار دیگر آغاز شد. گوردیان سوم در بهار سال ۲۴۳ توانست لشکر عظیم خود را از انطاکیه به سمت سوریه راه بندازد و با گذر از فرات، در نبرد رأس‌العین، شهرهای حران (کاره) و نصیبین را به چنگ خود درآورد و سپس در رویارویی با سپاه ایران در منطقه رسینا ــ شهری کهن در سوریه ــ توانست طی درگیری‌های انجام شده، سپاه ایران را شکست دهد. بعد از اتمام جنگ به آسورستان رسیدند و پس از ورود به این منطقه قصد حمله به تیسفون را داشتند اما در سال ۲۴۴ هنگامی که سپاه گوردیان در شمال تیسفون در نزدیکی مشیک، با سپاه ایران به رهبری شاپور مواجه شد و در جنگ با سپاه ساسانی شکست خورد؛ در این جنگ گوردیان در ۳ فوریه ۲۴۴ کشته شد. هنگامی که شاپور این پیروزی را به‌دست‌آورد، شهر مشیک را پیروز شاپور نامید.
طبق نوشته‌های نویسندگان رومی، علت شکست آنان از سپاه ایران توطئه فیلیپ عرب فرمانده نگهبانان سپاه روم علیه گوردیان می‌باشد. طی معاهده انجام شده بین فیلیپ و شاپور در سال ۲۴۴ میلادی تصرفات رومی میان‌رودان و ارمنستان به ایران واگذار شد و رومیان پانصد هزار دینار طلا برای آزادسازی رومیان به ایرانیان پرداخت کردند؛ و هزینه‌ای که ارمنستان در برابر دفاع از دژهای قفقاز به رومیان می‌پرداخت به ایرانیان واگذار شد. قرارداد مورد توافق شاپور و فیلیپ عرب در سال ۲۴۴ فقط سالیانی اندک دوام یافت. علت آغاز برخورد و جنگ دوباره میان دو امپراتوری به گفته شاپور، سیاست مداخله جویانه امپراتوری روم نسبت به ارمنستان بود.

### شاپور و اشکانیان ارمنستان
ارمنستان بزرگ از زمان اشکانیان از عوامل عمدهٔ بروز اختلاف و آغاز جنگ و درگیری میان ایران و روم بود. موقعیت ارمنستان که در شمال غربی ایران در منطقه‌ای کوهستانی قرار داشت، برای هر دو سو از نظر نظامی بسیار مهم بود. روم با در دست داشتن ارمنستان می‌توانست هر وقت که بخواهد ایران را از شمال غرب و غرب مورد تاخت و تاز قرار دهد و با تصرف راه‌های نظامی آن، ایران را از ذخایر نظامی خود در شرق محروم سازد، چرا که پایتخت شاهنشاهی ساسانی در تیسفون در کنار رود دجله و فرات جای داشت. ارمنستان برای دولت ایران سر پل مهمی بود که از آن طریق می‌توانست به آسیای صغیر حمله کرده و خود را به دریای سیاه برساند.
پس از بسته شدن قرارداد ۲۴۴ میلادی فیلیپ عرب ارتباط خود را با پادشاه اشکانی ارمنستان قطع نمود و از دخالت در این سرزمین خودداری کرد. حکومت ساسانیان که از زمان اردشیر درگیر جنگیدن با ارمنستان بودند سرانجام پس از مرگ خسرو بزرگ [پادشاه آرشاکونی ارمنستان] سپاهیان شاپور توانستند در سال ۲۵۳–۲۵۲ ارمنستان را از آن خود کنند. طبق نوشته‌های یغیشه وارداپت نویسنده و مورخ ارمنی، گمان می‌رود که برداران خسرو او را به قتل رسانده باشند. در نهایت پس از مرگ خسرو راهب‌های ارمنی تیرداد پسر خسرو را به روم فرستادند. ارمنستان به یک استان جدید برای ساسانیان مبدل شد و هرمزد پسر شاپور که پدر را در جنگ با رومیان همراهی نموده بود، توانست با لقب «بزرگ شاه ارمنستان» فرمانروایی این سرزمین را کسب کند. ساسانیان با تصرف این سرزمین توانستند بزرگ‌ترین و مهم‌ترین پایگاه رومیان را به چنگ خود درآورند و یکی از پیامدهای مثبت این سرزمین، موفقیت حکومت ساسانی در جنگ‌های آینده با روم بود. علاوه بر اهمیت سیاسی آن می‌توان به برتری بازرگانی و جنگی ساسانیان در مقابل منطقه قفقاز اشاره نمود. و در نهایت شاپور توانست از این سرزمین، برای حملات مکرر به قفقاز استفاده لازم را بکند.
از دست دادن ارمنستان برای روم شکستی بزرگ بود. گرجستان نیز که در گذشته متحد روم و ارمنستان بود، در این دوران از شاپور شکست خورد و آن‌گونه که از رویدادنامه‌های گرجی برمی‌آید، پسری از وی به نام مهران سوم، بنیان‌گذار خسرویانی‌ها در گرجستان شد که بعدها آیین مسیحیت را برگزیدند. پیروزی بر گرجستان و ارمنستان و رفع هرگونه دغدغه از جانب آن نواحی، شاپور را به یورش به سوریه هم تحریک کرد. با پشتیبانی دولت روم، ارمنستان در سال ۲۵۳ میلادی کوششی برای بازیابی استقلال ازدست‌رفتهٔ خود کرد. اما سپاه شاپور در دفع این اقدام با قاطعیت عمل کرد و تا چندین سال پس از مرگ او نیز تیرداد پسر خسرو و مدعی تاج و تخت ارمنستان، برای تجربهٔ تازه‌ای در این زمینه جرأت نیافت.

### دور دوم جنگ شاپور با روم
شاپور یکم در ۲۵۲ تا ۲۵۳ میلادی سری دوم از جنگ‌هایش علیه امپراتوری روم را آغاز کرد. با اینکه حملاتی به مرزهای شرقی ساسانیان صورت گرفت، اما شاپور از جنگ در جبههٔ غربی منصرف نشد و شهر استراتژیک نصیبین را در سال ۲۵۲ میلادی تسخیر کرد، سپس ارتش قدرتمند روم را به بهانه حمایت آنها در امور ارمنستان در نبرد بربلیسوس شکست داد.
دو دیگر [در جنگ دوم]، قیصر دروغ گفت و در ارمنستان گناه کرد؛ و ما به شهر روم [امپراتوری روم] تاختیم و در باربالیسوس یک سپاه شصت هزار نفری از رومیان نابود شد؛ و سرزمین سورستان [سوریه] و آنچه پیرامون آن بود، همه سوخت، نابود گردید و به تاراج رفت.
علاوه بر این شهرها شاپور از ۳۶ شهرستان دیگر که از رومیان گرفته سخن می‌گوید؛ و احتمال داده می‌شود که منظور از دروغ گفتن قیصر، فراری دادن تیرداد به روم و پشتیبانی دوباره روم از ارمنستان باشد که این عملکرد از دیدگاه شاپور به منظور عمل نکردن به قرارداد ۲۴۴ میلادی می‌باشد. پس از آن شاپور مبادرت به محاصره انطاکیه کرد و موفق شد این شهر را نیز فتح و ضمیمه شاهنشاهی ساسانی بکند. به گزارش آمیانوس مارسسلینوس، هنگامی که سپاه ساسانی به این مکان هجوم آوردند مردم انطاکیه از این موضوع مطلع نبودند. در میان این جنگ سیریادس کوریادس که شاپور قول امپراتوری روم را به او داده بود، سپاه ساسانیان را تا انطاکیه راهنمایی کرد. طبق گزارش‌های رومیان کوردیادس، در ابتدا به هرمزد و آنگاه به شاپور در پیشروی و حمله به انطاکیه کمک کرده است. احتمال داده می‌شود که هرمزد بعد از فتح کاپادوکیه پدر خود را در نبرد انطاکیه همراهی نموده است؛ و طبق اطلاعاتی از کتیبه کعبه زرتشت به دست آمده است هرمزد به همراهی کوردیادس برای اینکه راه فرار از طریق دریا را به سوی انطاکیه ببندد سلوکیه را فتح نمود و سپس به سپاه پدرش پیوست. شاپور یکم، پس از اینکه شهر انطاکیه تسخیر کرد، به سمت شهر دورا اروپوس حمله بردند و آن را محاصره کرد. در این محاصره ساسانیان از سلاح شیمیایی استفاده کردند. در طول محاصره ساسانیان چندین تونل در اطراف شهر حفر کردند. رومی‌ها نیز تونل‌هایی حفر کردند برای رسیدن به حفاران ساسانی برای مبارزه با آنان، هنگامی که دو نیروی رومی و ساسانی به هم رسیدند، ساسانیان برای مقابله با آنان از نوعی سلاح شیمیایی، مشتعل مخلوطی از گوگرد و قیر استفاده کردند که باعث تولید ابری از گوگرد دی‌اکسید شد، که به کشته شدن بیست سرباز رومی انجامید. باستان شناسان در سال ۱۹۳۰ میلادی آن مکان را حفاری کردند و در سال ۲۰۰۹ آزمایش‌ها نشان داد که در تونل گوگرد دی‌اکسید وجود دارد. سرانجام سپاه ساسانیان دورا اروپوس را در سال ۲۵۶ میلادی به تصرف خود درآورد.

شهر و ارگ دورا اروپوس
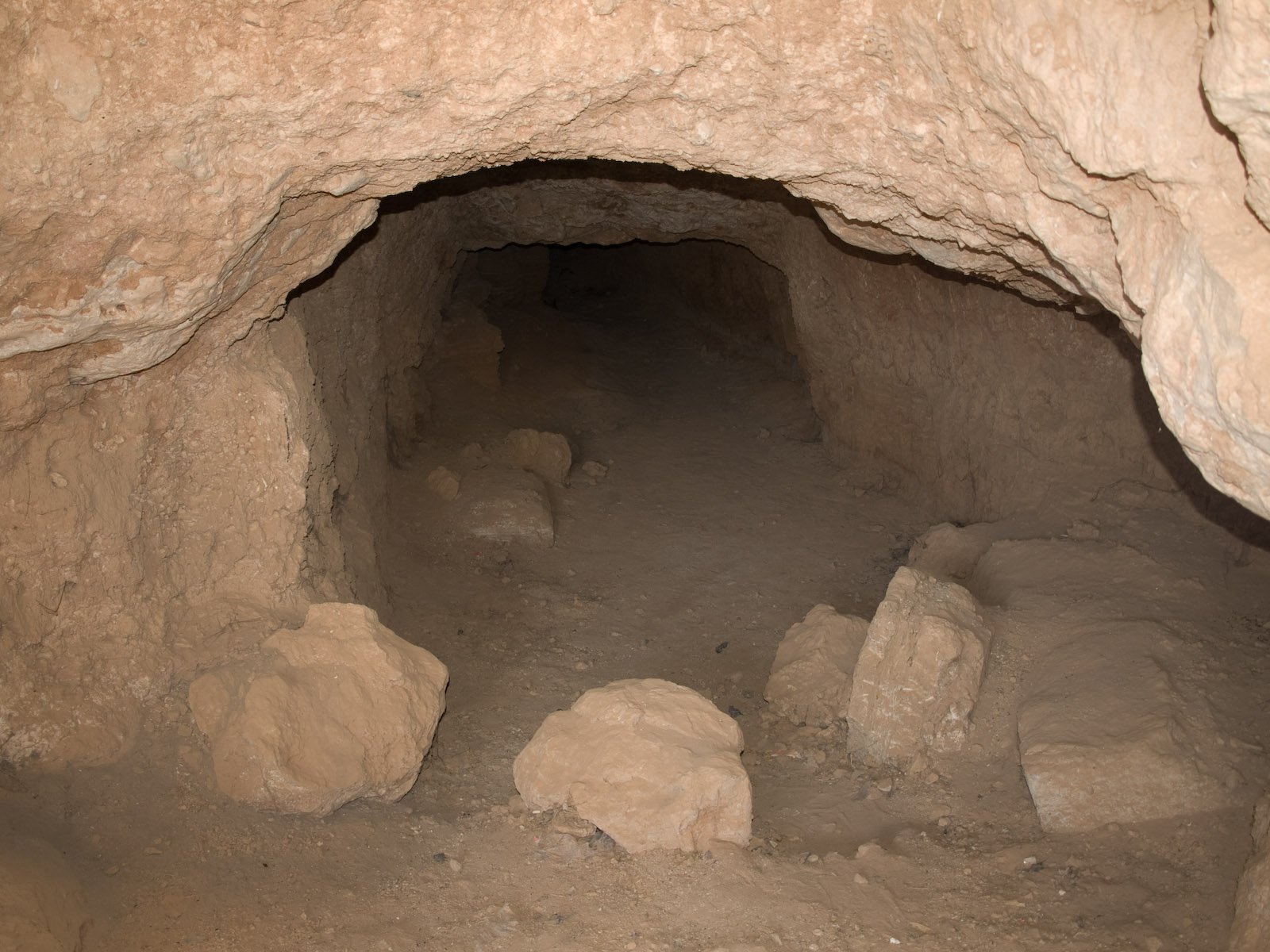
تونلی که در جریان محاصره دورا اروپوس در سال ۲۵۶ میلادی توسط ساسانیان کنده شده است.
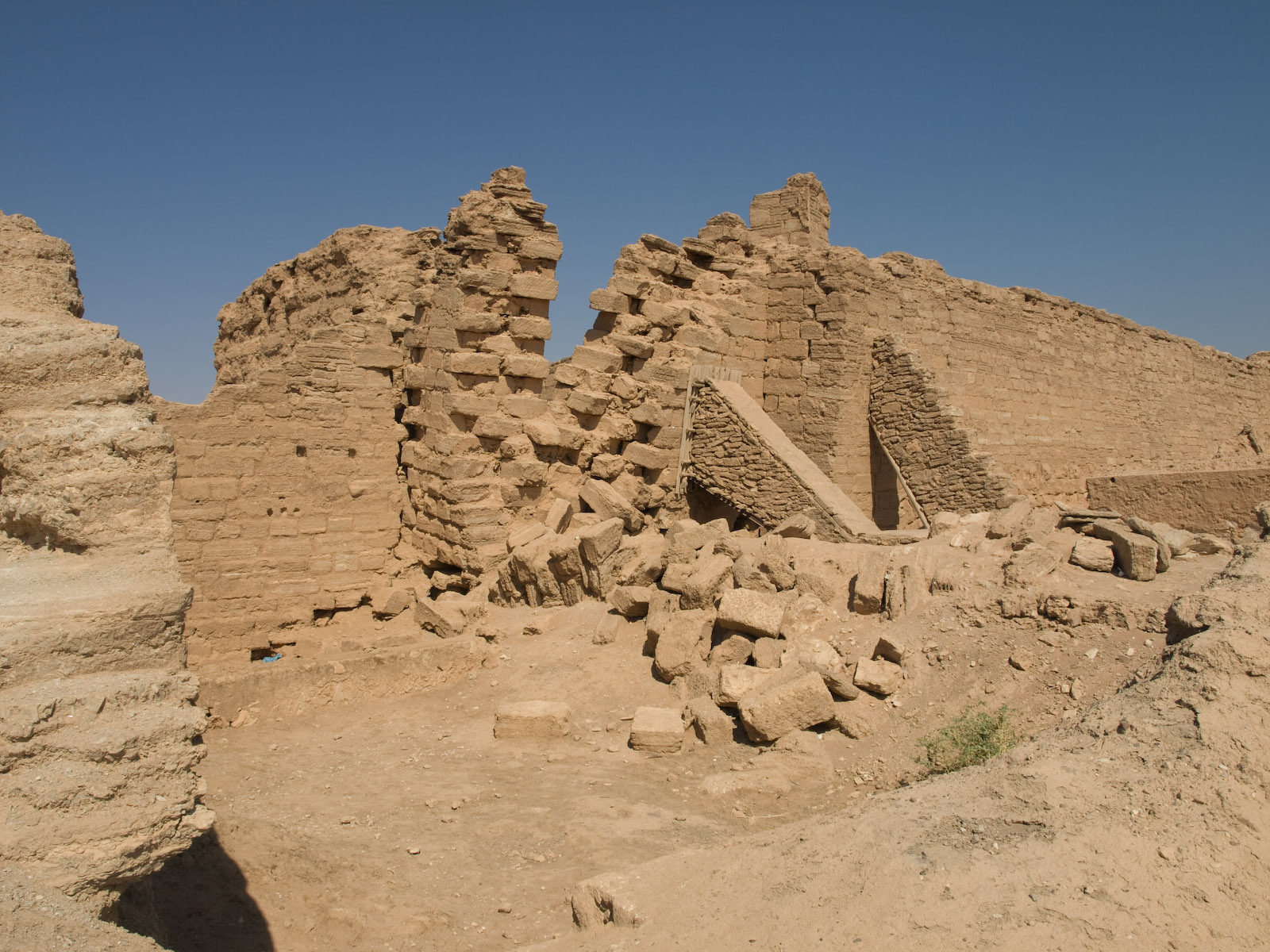
نگاره‌ای از دیوار فروریخته قلعه که در طول محاصره سقوط کرد.
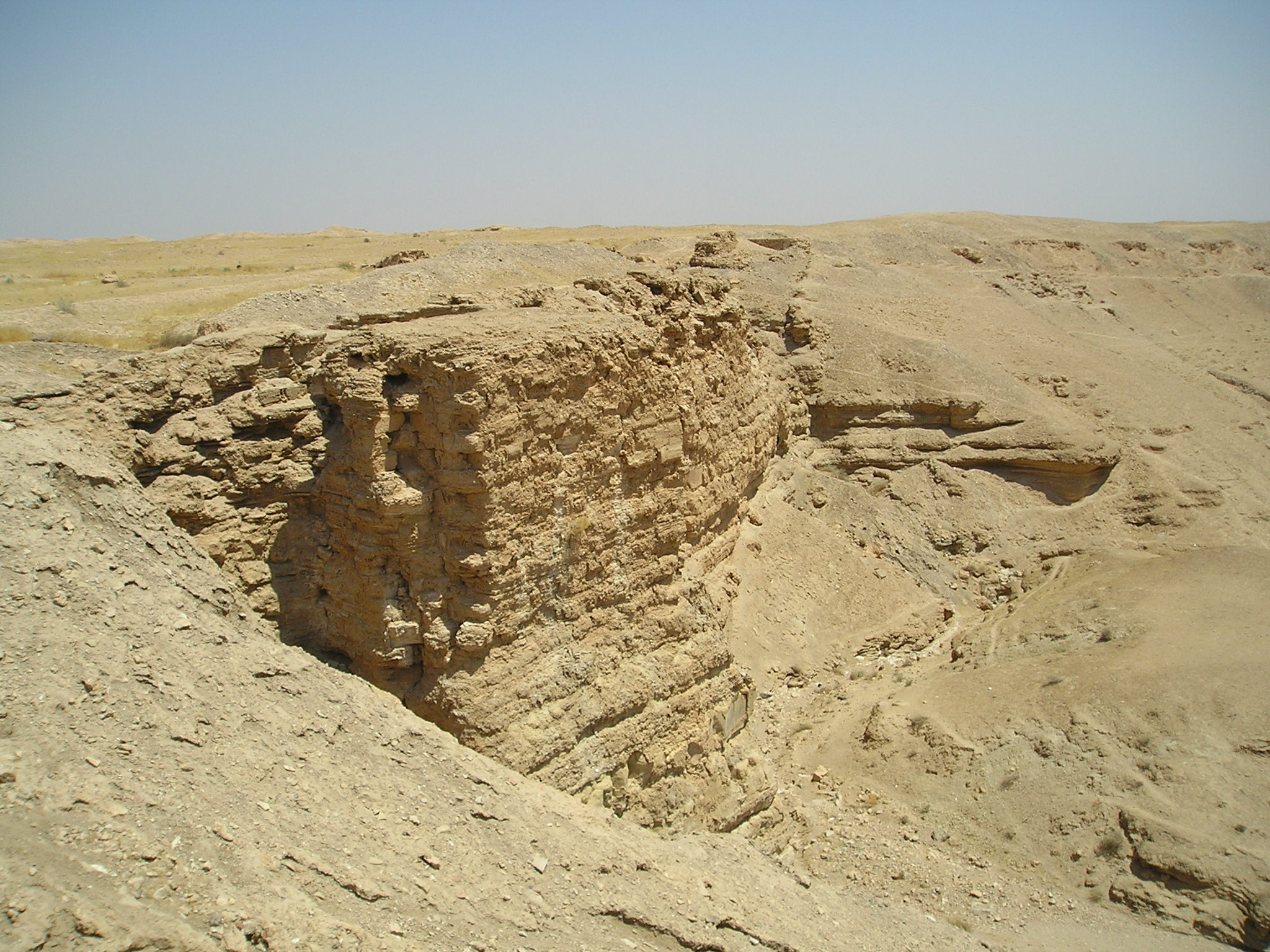
دیوار جنوبی دورا اروپوس در امتداد یک دره عمیق، که یکی از حملات ساسانیان از این ناحیه قلعه صورت گرفته است.
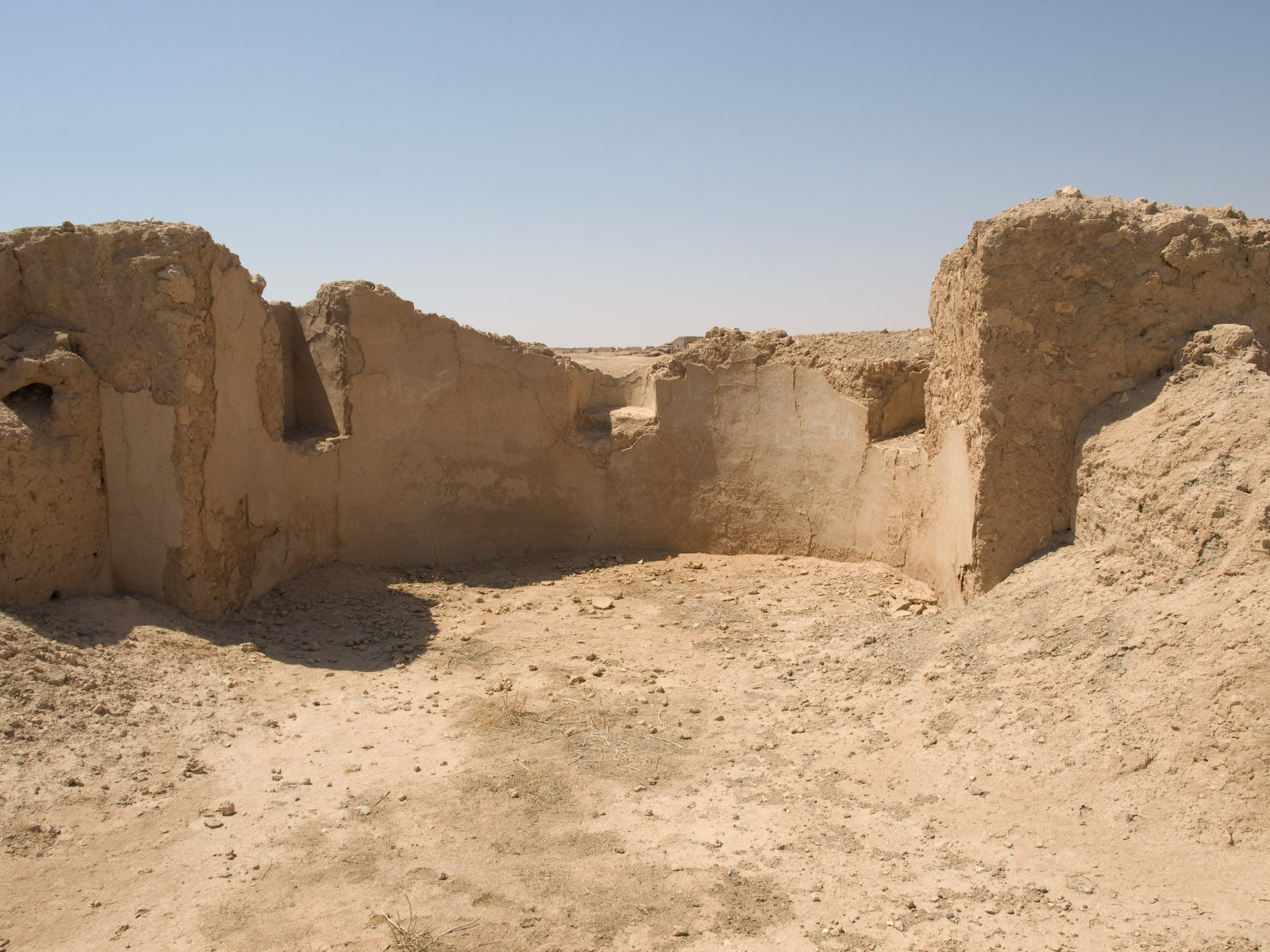
ارگ دورا اروپوس
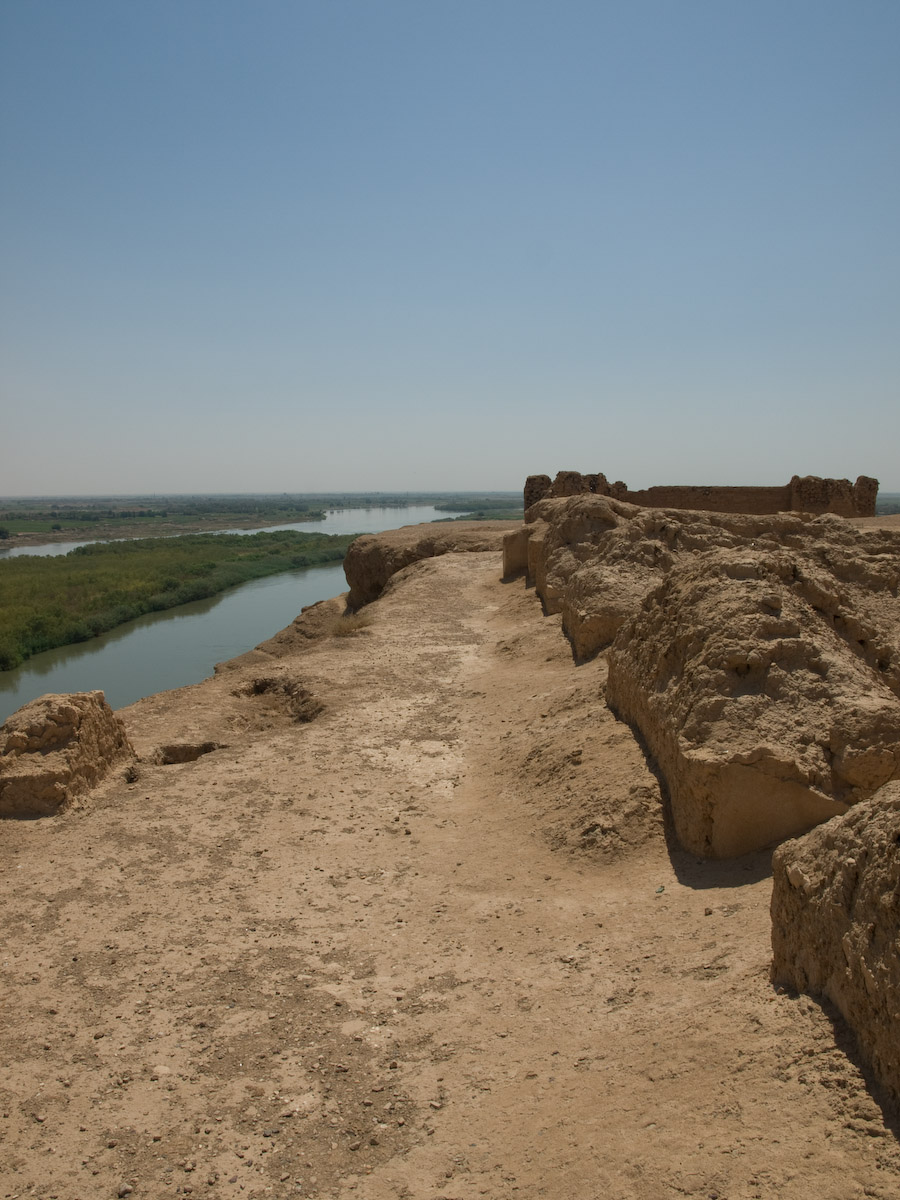
ارگ دورا اروپوس

### شاپور در شرق ایران
هنگامی که فیلیپ عرب به همراه سپاهیان خود به روم بازگشت و درگیر جنگ‌های داخلی شد، سپاهیان ساسانی هم در رویارویی با کوشانیان توانستند پیروزی‌های متعدی را به‌دست آورند. طبق نوشتارهای گفته شده در کتیبه شاپور در کعبه زرتشت، می‌توان گفت که سرزمین‌های شرقی و شمال شرقی شاپور شامل گرگان، مرو، هرات، ابرشهر، کرمان، سیستان، توران، مکران، پاردان، هندوستان، کوشان شهر تا به پیشاور و تا کاشغر، سغد، چاچ را شامل می‌شد. طبق گزارش‌های انجام شده در کتاب طبری، در زمان پادشاهی اردشیر بابکان مناطقی چون سیستان، گرگان، نیشابور، مرو، بلخ، خوارزم و حتی تمامی مرزهای خراسان تحت سلطه حکومت ساسانی قرار داشت. حتی پادشاهان کوشان، توران و مکران پیغام فرمان‌برداری خود را نسبت به پادشاه ساسانی اعلام نمودند. احتمال می‌رود که لشکر ساسانی نتوانسته به این مناطق دسترسی پیدا کند و حکمرانان این مناطق برای جلوگیری از جنگ، پرداخت باج را پذیرفته‌اند؛ و شاپور بعد از پدر خود توانست با کوشانیان رو به رو شود و با درگیری‌های ایجاد شده این منطقه را از آن خود کندو همچنین کاشغر و سغد و چاچ را تحت سلطه خود قرار دهد. شاپور در اوایل پادشاهی خود با کوراسمی‌ها و مادها وارد نبرد شد و توانست آنها را شکست دهد. پس از این نبرد توانست گیلها و دیلمان و هرکانیان را فرمانبردار خود کند. جنگ شاپور در خراسان و موفقیت‌های انجام شده در این نبرد هم می‌توان گفت که در این دوره اتفاق افتاده است. شاپور در این دوره شهر نیشابور در خراسان را پایگاه جنگی خود نمود و برای ایجاد امنیت در مرزهای این منطقه نگهبانانی را وضع کرد و در نهایت او در زمینه ساختن شهرهای شاهی در مناطق شرقی و شمال شرقی به موفقیت رسید؛ و هدف از ایجاد امنیت در این شهرها مقابله آنها در هنگام حمله و جنگ از جانب غرب بود.

### دور سوم جنگ شاپور با روم
وضعیت فتوحات ساسانیان چنان رومیان را خشمگین کرده بود که در سال ۲۵۴ میلادی والریانوس به همراه سپاهیان خود به شرق لشکرکشی نمود و توانست انطاکیه را باردیگر از آن خود کند. اما سپاهیان ساسانی همچنان که در وضعیت قدرت قرار داشتند، توانستند شهرهای دورا اروپوس و قرقیسیا را از رومیان پس گرفتند. سال ۲۶۰ شاپور به همراه سپاهیان خود شهرهای کاره (حران) و ادسا (رُها) را تصرف نمود و هنگامی والرین به‌همراه نیروهای خود به ادسا رسید، جنگ بزرگی میان دو سپاه درگرفت شروع شد. در کعبه زرتشت شاپور این جنگ را اینگونه شرح می‌دهد:
سه دیگر [جنگ سوم] که ما به کاره و ادسا تاختیم و کاره و ادسا را محاصره کرده بودیم، قیصر والرین به جنگ ما لشکر کشید.
 طبق سخنان شاپور امپراتور روم جنگاوران هفتاد هزار نفره خود را از اروپا تا میان‌رودان به همراه خود آورده بود. شاپور می‌گوید:
در آن سوی کاره و ادسا جنگی بزرگ با قیصر والرین درگرفت و ما با دست خود قیصر والرین را دستگیر کردیم و دیگر سردارانی که بر این سالار بودند: پرتوریان پرفکت و سناتورها و صاحب منصبان نظامی، همه اسیر گشتند و به پارس فرستاده شدند؛ و شهر سوریه و شهر کیلیکیه و شهر کاپادوکیه به آتش کشیده شد و ویران گشت و به تاراج رفت.
 علاوه بر این شهرها شاپور نام ۳۶ شهرستان دیگر را نام می‌برد که همگی تحت تسلط او قرار گرفته است؛ طبق نوشته‌های رومیان، به‌نظر می‌رسد به علت بیزار بودن یا دشمن شمردن شاپور، رفتار او را نسبت به والریانوس بسیار ظالمانه می‌انگارند. والریانوس تا زمان پیری خود در ایران می‌زیست و هرگز به وطن خود روم بازنگشت و سرانجام در سرزمین تحت سلطه شاپور درگذشت. گزارش‌هایی که در خصوص بدرفتاری شاپور نسبت به والریانوس اعلام شده است به هیج وجه موثق نمی‌باشد. و احتمال داده می‌شود که این شایعه‌ها را مسیحیان روم درست کرده باشند که سرنوشت ناگوار مخالفان مسیحیت را نشان دهند و توانسته‌اند که داستان‌هایی که آمیخته با تخیل می‌باشد را برای بدنام کردن و ظاهر بد شاپور در مقابل والریانوس نمایان کنند.
شاپور پس از پیروزی بر امپراتور روم در نبرد ادسا، بار دیگر انطاکیه محاصره کرد و با نفوذ به دیوارهای شهر توانست انطاکیه را برای بار دوم تسخیر کند. سپس شاپور بعد از این پیروزی، تصمیم به یک حمله جدید به شهرهای کلیکیه و قیصریه را ترتیب داد. در جریان محاصره قیصریه، سپاه ساسانی با مقاومت نیروهای مدافع شهر تحت رهبری دموستن روبه‌رو شد اما با کسب اطلاع از راه‌های نفوذ به شهر، سپاه ساسانی در شب به شهر هجوم برد و موفق شد شهر را مسخر کند. به گفتهٔ پرسی سایکس:
شاپور قیصریه، بزرگتریتن شهر کاپادوکیه را تسخیر کرد. اما به دلیل فقدان یک ارتش دائمی برای این شهر، هیچ تلاشی برای ساماندهی و اداره و حتی حفظ فتوحات خود نکرد. او صرفاً با شدت وحشیانه‌ای به کشتن و ویران کردن شهر دست زد.

### نبرد شاپور با اذینه

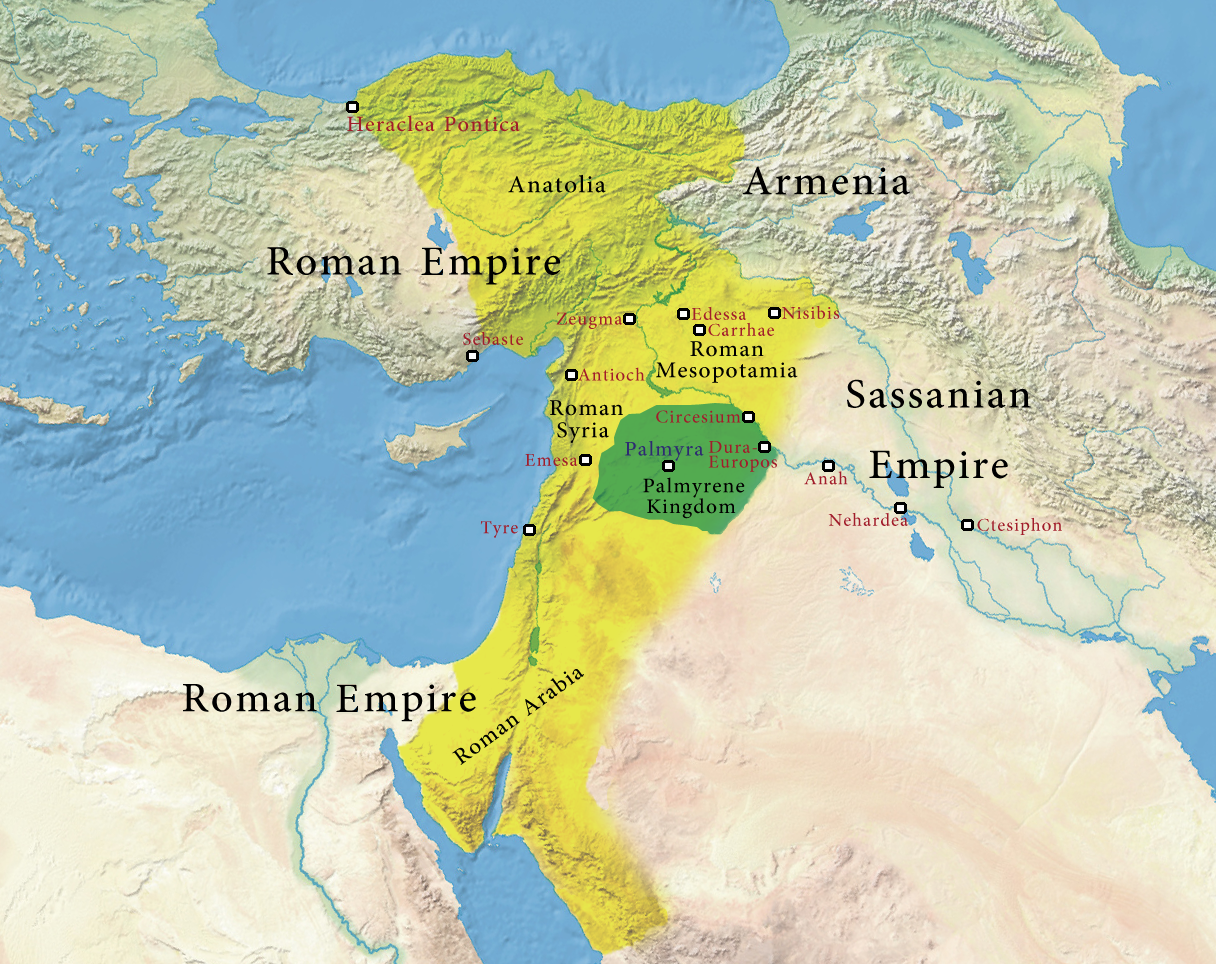
پادشاهی پالمیرا
مناطق امپراتوری روم تحت اختیار اذینه

هنگامی که شاپور در راه سوریه برای مقابله با ارتش امپراتوری روم بود، اذینه حکمران تدمر تحفه‌ها و هدایای گرانبهایی نزد او فرستاد. اما به گونه‌ای که نوشته‌اند، پادشاه ساسانی هدایای حاکم تدمر را رد کرد و فرستادگان وی را به فرات انداخت. این کار اذینه خشمگین کرد و وقتی که شاپور پس از جنگ با رومیان از راه آسیای صغیر به ایران بازمی‌گشت، گروهی از عرب‌های تحت فرمان خود را به سمت ارتش شاپور فرستاد و این گروه بار و بنهٔ ارتش شاپور را به غارت بردند و سپاهیان ایران با تحمل رنج و سختی فراوان و دادن تلفات بسیار به ایران بازگشتند.
در نیمه دوم سال ۲۶۰ میلادی اذینه اولین حمله و در نتیجه آن اولین ضربه خود را به شاهنشاهی ساسانیان وارد کرد. موفقیت‌های نظامی مذکور در بین‌النهرین بخشی دیگر از جنگ با ساسانیان است، که اذینه همراه با واحدهای پالمیری و قوای رومی به دستور گالینوس به انجام رساند. افزون بر آن، اذینه حملات خود را ادامه داد و تیسفون را به محاصره خود درآورد، پس از آنکه خسارت‌های زیادی به شهر وارد آورد، بیشتر شهرهای سوریه را از حکام ساسانی گرفت، و با گالینوس فرزند والرین، که به امپراتوری روم رسیده بود، متحد شد و دولت روم به او لقب اگوستوس داد. اینکه سرزمین‌ها و شهرهای متصرفی شاپور فقط در مدت کوتاه در دست ساسانیان باقی ماند، مربوط به حملات اذینه بود. وی به سفارش و دستور رومی‌ها منافع قدرت روم را در برابر دعاوی ساسانیان حفظ می‌کرد. اذینه پالمیری، که از طرف امپراتور گالینوس اختیارات تام داشت، به‌خصوص شرکت دادن اذینه در سرکوب تجاوزهایی که علیه گالینوس پیش از این صورت گرفته بود، موجب شد که قیصر به این حکمران پالمیری برای جنگ‌های بعدی در شرق قدرت کامل تفویض کند.
ساسانیان بدون هیچ نتیجه‌ای تا سال ۲۶۵ میلادی جنگ خود با پالمیرا را ادامه دادند تا اینکه اذینه به قتل رسید و زن او به نام زنوبی به همراه پسرش وَهب‌اللات، زمام امور را در دست گرفتند.

## درگذشت
شاپور بر اثر بیماری در شهر بیشاپور درگذشت و احتمال داده می‌شود مرگ او در ۲۷ می مصادف با سی‌ویکمین دوره حکومت او باشد؛ و پس از او پسرش هرمزد اردشیر جانشینی را از آن خود ساخت. در این خصوص کتب قبطی مانویان بیان می‌کند که او در اثر بیماری و در شهر بیشابور جان خود را از دست داده است.
 شاپور شاه به پارس آمد و به شهر بیشاپور رفت. بیماری بر تنش چیره شد، و خطری بزرگ او را تهدید کرد. مرگش فرا رسید. شاپور شاه مرد و از این جهان رفت.

## منش و شخصیت شاپور

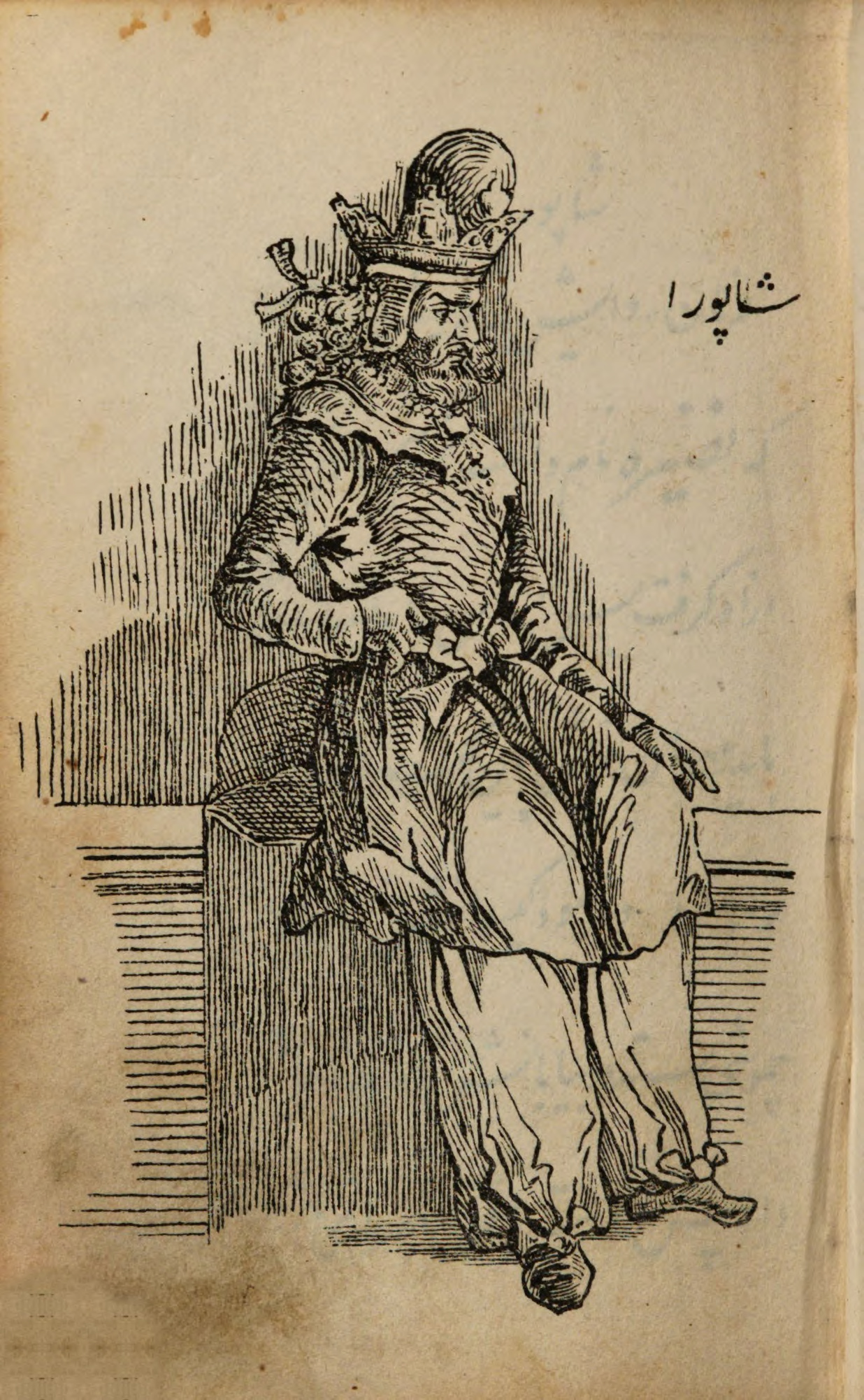
نگاره‌ای از شاپور یکم در نامهٔ خسروان

براساس کارنامه اردشیر بابکان و تاریخ طبری، شاپور در منابع به عنوان شاهی بسیار زورمند و توانگر شناخته شده است و بیشتر ایرانیان به خاطر جنگاوری‌اش لقب شاپور سپاهی را به او داده‌اند. در خصوص چهره او طبق گفتهٔ تاریخ طبری، زیبایی وی چنان بود که افسانه‌ای می‌گوید، نضیره، دختر ضیزن، چون از بالای دیوار دژ پدرش، شاپور را دیده بود، چنان شیفته تنومندی و زیبایی او شده که خود به شاپور پیغام داد که اگر وی را به همسری گیرد، راه گشودن دژ را به ایرانیان نشان خواهد داد. همچنین وی در یکی از سنگ‌نوشته‌های خود در حاجی‌آباد، در نزدیکی نقش رستم، به خود می‌بالد که چگونه پیش چشم شهرداران، ویسپوهران، بزرگان و آزادان، نیرومندی خود را در تیراندازی به رخ همگان کشیده است.

## کارنامه مذهبی شاپور

### زرتشتیان
در کتب پهلوی هیچ اشاره‌ای نسبت به پایبند نبودن شاپور نسبت به آیین زرتشت دیده نمی‌شود و در کتاب دینکرد هم از او به عنوان احیاگر دین زرتشت و گردآورنده اوستا یاد می‌شود و حتی او در جمع‌آوری متن‌های ستایش پراکنده تلاش بسیار نموده است. بر طبق گزارش دینکرد:
شاپور شاهنشاه، پسر اردشیر، هر آنچه از دین دربارهٔ پزشکی، نجوم، جنبش، زمان، جای، جوهر، آفرینش، تکوین، تباهی، دگرگونی، منطق و دیگر دانش‌ها وهنرها، که اندر هند، روم و دیگر سرزمین‌ها پراکنده شده بود، گردآورد و به اوستا افزود، و فرمان داد که نسخه کاملی از آنها به گنج شاهی سپرده شود، و امکان آوردن همهٔ نظام‌های فکری را در دین مزدیسنی، بیاموزد.
 از این رو اوستا مملو از دانش‌های یونانی و هندی بود که متناسب با دین زرتشت بود و طبق گزارش‌های کرتیر موبد بزرگ هم می‌توان این موضوع را اثبات نمود:
 به اهریمن و دیوان دشمنی و آسیب بزرگ رسید و کیش اهریمن و دیوان از شهر دور رانده شد و ناباور گردید و یهودیان و شمنان و برهمنان و نصارا و مسیحیان و زندیقان در شهر زده شدند
 طبق گزارش‌های کتاب دینکرد مناظره‌های متنوعی در خصوص درست یا غلط بودن دین‌های مختلف در دربار ساسانی برگزار می‌شد. همچنین یک نسخه از کتاب مقدس اوستا در خزانه دربار نگهداری می‌شد و همچنین در زمان شاپور کتاب اوستا باردیگر از نو نوشته شد. طبق سنگنبشته‌های به‌دست از حکومت شاپور اول، او خود را ستایشگر اهورامزدا می‌داند و همچنین در سنگ نبشته‌های کعبه زرتشت بیان کرده است که همراه و دنبال کننده ادیان گذشتگان است و سعی در برگزاری مراسم آتش مقدس را داشته است و اظهار می‌کند که ایزدان در جنگ او با رومیان او را همراهی نموده‌اند و در سرزمین‌های بسیاری را به او بخشیده‌اند: 
ما هم در شهر به شهر، بسیاری آتش بهرام نشانده‌ایم، و موبدان بسیاری ارج نهاده‌ایم، و کردگان ایزدان را بزرگ‌تر کرده‌ایم؛ و نیز اینجا همراه این نوشته، ما این آتش‌ها را نشانده‌ایم، یک آتش بنام خسرو شاپور، برای روان و یادبود نام خودمان، یک آتش به نام خسرو هرمزد- اردشیر، برای روان و یادبود نام پسرمان هرمزد-اردشیر، پادشاه بزرگ ارمنستان، آتش دیگری به نام خسرو شاپور، برای روان و یادبود نام پسرمان، میشان شاه، آتش دیگری به نام خسرو نرسه، برای روان و یادبود نام پسرمان، مزداست آریایی، نرسه شاه هند، سگستان و تورستان تا کناره دریا، و آنگاه شاپور می‌گوید آنچه وقف این آتشکده‌ها شده است در اسناد رسمی نوشته شده‌اند و روزانه پیشکش‌هایی برای آمرزش روان خود او و دیگر هموندان زنده و مرده تخمهٔ ساسانی به آتشکده پرداخت می‌شده است.

### مسیحیان
شاپور به آزادی‌خواهی شناخته شده و به ویژه آزاداندیشی او در دین، روشی برخلاف روش بازماندگانش بود.

فرای، میراث باستان ایران، ۳۴۹.
بعد از پیروزی شاپور بر رومیان در جنگ علاوه بر مقامات بالای دولتی، مقامات بالای دینی من‌جمله مسیحیان، روحانیون و مقامات بلندپایه مذهبی به سرزمین ساسانیان وارد شدند و هیئت‌های متشکلی پدید آمدند. مسیحیانی که در ایران می‌زیستند از جانب شاپور اذیت و آزاری را متحمل نمی‌شدند، در حالی که همنوعان ایمانی آن‌ها در امپراتوری روم در حین اخراج دچار زجر و تعقیب بودند؛ بنابراین ملایمت و خوش‌رفتاری شاپور با آن‌ها متضمن فوایدی برای او در جنگ با رومیان بود. شاپور، تربیتی عالی داشته و به دانش مهر زیاد می‌ورزید، وی همچنین به تمام ادیان آزادی می‌داد. اما انتشار و گسترش سریع مسیحیت در دولت ساسانی وضع روحانیون زرتشتی را در مخاطره انداخت در نتیجه دعاوی تمامیت‌خواهانهٔ آن‌ها در اواخر دوره سلطنت شاپور یکم و بیش از همه پس از مرگ او هردم علنی‌تر شد. علی‌رغم اعلام وفاداری‌های مکرر مسیحیان نسبت به شاه، وی که نگهبان و پشت و پناه زرتشتیان بود، سرانجام نتوانست مسیحیت را برتابد. در اینجا نیز علناً چیزی به موازات تحولات دولت روم به وجود آمده بود، که بر مبنای آن به علل سیاسی و دولتی کار به تعقیب و ایذاءِ مسیحیان انجامید. علی‌رغم دوره‌ای طولانی از تحمل و بردباری مذهبی، که به‌خصوص به مانی میدان داد و برای مدتی کوتاه دین مانوی را به گزینهٔ علی‌البدل مذهب زرتشتی تبدیل کرد، شاپور در اواخر عمر خود به‌صراحت اعلام زرتشتی بودن دین خود را می‌کرد، به‌طوری‌که در گزارشی که وی در کتیبه از کارهای خود به دست داده است، شاه اعلام می‌دارد که پیروزی‌های سیاسی خود را به لطف اهورامزدا مدیون است.
کنستانتین یکم نیز در ابتدای قرن چهارم پس از پیروزی بر ماکسنتیوس و لیسینیوس وضعی شبیه به این در برابر خدای مسیحیت اتخاذ می‌کند. اظهار چنین قربتی به خداوند (از طرف هریک از دو شاه) بدون تردید حاکی از نوعی تطابق‌های ساختاری است. در اینجا شایستهٔ یادآوری است که در طرف شرقی، نقش برجسته تنصیب ساسانی «شاه شاهان حلقه‌ای را به نشانه فرمانروایی الهی خود از اهورامزدا می‌گیرد و بدین طریق خداوند قدرت را به فرمانروای دنیوی منتقل می‌کند»، و در طرف مقابلهم شواهد تصویری فراوانی وجود دارد که به قریب قیصر به خدا تأکید دارد و وی را به عنوان مجری ارادهٔ الهی بر روی زمین معرفی می‌کند. همچنین در مورد آنچه مربوط به انگیزه‌ها، هدف‌ها و نتایج سیاست مذهبی کنستانتین، می‌توان گفت با اوضاع مذهبی دولت ساسانی شباهت‌های غیرقابل انکاری دارد. از آنجا که حمایت از دین زردشت توسط پادشاهان ساسانی، مدت‌ها پیش از «چرخش کنستانتین» آغاز شده، پس تحول سیاسی مذهبی در دولت ساسانی برای حوادث مغرب‌زمین حائز اهمیت بوده است.

### یهودیان
علاوه بر مسیحیان یهودیان هم در زمان حکومت شاپور از آرامش و استقلال دینی برخوردار بودند؛ و طبق گزارش‌های یهودی می‌توان بیان نمود که یهودیان از شاپور به عنوان دوست و همراه و پشتیبان خود یاد می‌کنند. و زمانی که یهودیان در یک مناظره بیان کرده بودند که مسیح سوار بر الاغ می‌آید، شاپور اسب سپید خود را برای مسیح پیشنهاد کرده بود و دستور داده بود که اسب را تقدیم به مسیح کنند. یهودیان و رهبر دینی آنان، شموئیل همیشه سعی می‌نمودند که از درگیری یهودیان با ساسانیان جلوگیری کنند و شموئیل از تمام یهودیان درخواست نموده بود که از قوانین ساسانیان پیروی کنند و در دادگاه‌های یهودیان از قوانین ایرانیان هم استفاده می‌شد و مالیات اخذ شده هم بر اساس این قوانین بود و در نهایت تمامی قوانین مربوط به مالکیت‌های زمین و اسناد و مدارک بر طبق قوانین ایرانی در دادگاه‌های یهودی اعمال می‌شد. هنگامی که گروهی از یهودیان در جنگ شاپور با رومیان، رومی‌ها را همراهی نمودند و کشته شدند، شموئیل به یهودیان اجازه نداد که برای آنها سوگواری کنند چون معتقد بود که آنها خود مرگ را به جان خریده‌اند و اینکه آنان به خاطر همراهی با دشمنان رومی کشته شده‌اند نه به خاطر یهودی بودنشان و شاپور هم روزی به شموئیل خاطر نشان کرده بود که هیچگاه نگذاشته که یهودیان کشته شوند.

#### شاپور در تلمود
در کتاب مقدس تلمود بابلی اغلب می‌توان نام شاپور را به همراه شموئیل مشاهده نمود. شَموئِل یَرَحینا (به عبری: שמואל or שמואל ירחינאה) و رابْ (راوْ یا اَبا اَریخا: (به عبری: אבא אריכא)) دو تن از آمورائیمهای یهودی بابلی بوده‌اند که در تأسیس مراکز تحقیقات یهودی در بابل نقش بسزایی داشته‌اند. شخصیت مذهبی شموئیل بیشتر از راب تأکید شده است زیرا هنگامی که مشکلی در امری پیش می‌آمد نظر شموئیل را ترجیح می‌دادند. در زمان سلطنت شاپور یهودیان از آزادی فراوانی بهره می‌بردند. شموئیل سعی می‌نمود که هرگونه اختلافی که میان دولت مرکزی و یهودیان رخ می‌داد را اداره کند و این اختلاف‌ها را از میان بردارد. طبق نوشته‌های کتاب تلمود بنظر می‌رسد که شموئیل نسبت به مسائل غیر یهودی مطلع‌تر باشد. با وجود اینکه راب با شاپور روابط نزدیکی داشته است اما هیچ مدرکی در این خصوص به دست ما نرسیده است. اما به‌طور عکس از روابط شموئیل و شاپور اطلاعاتی به دست ما رسیده است. در یکی از کتب تلمود راب، یکی از مثلهای کتاب را این‌گونه تفسیر می‌کند:
 شاپور مال یهودیان ثروتمندی که از راه نادرست سرمایه اندوخته‌اند گرفته و آنرا بین فقرا تقسیم کرد.
 یکی از مفسران بزرگ یهود بنام راشی، فقیر را در مادیات تفسیر نمی‌نمود بلکه تصور او از فقیر معنویات بود؛ و می‌توان گفت که شاپور از دیدگاه راب، مرجعی برای مجازات کردن یهودیان فاسد می‌باشد. مشخص نیست که شاپور چگونه با شموئیل آشناییت پیدا کرده است اما تلمود می‌گوید شاپور علاقه‌مند بود که شیرینکاریی‌هایی که شموئیل با جامهای مشروب در مراسم سایه‌بندان انجام می‌داد را مشاهده کند و ممکن است که شاپور در اعیاد یهودیان شرکت می‌کرده است.
زمانی که یهودیان در یک مناظره بیان کرده بودند که مسیح سوار بر الاغ می‌آید، شاپور اسب سپید خود را برای مسیح پیشنهاد کرده بود و دستور داده بود که اسب را تقدیم به مسیح کنند. طبق یک داستان تلمودی شاپور از شموئیل روحانی بزرگ یهودی سؤال کرده بود که او امشب در خواب چه می‌بیند و او در پاسخ گفته بود که رومیان او را می‌گیرند و او را مجبور خواهند ساخت که هسته خرما را در آسیابی زرین تبدیل به آرد کند و در آن شب شاپور خواب‌های وحشتناکی دید. دوستی شموئیل با شاپور چنان عمیق بود که او در تلمود از شاپور با عنوان شاپور ملکا یاد می‌کند. علاوه بر شاپور خود او هم به این نام در تلمود از او یاد شده است و این امکان وجود دارد که به خاطر دوستی او با شاپور این لقب از آن او نیز شده است و در بعضی از تفاسیر گفته شده است که همان‌طور که شاپور پادشاه ایران است شموئیل هم پادشاه یهودیان می‌باشد. علاوه بر دوستی این دو می‌توان به دوستی شموئیل با ایرانیان زرتشتی اشاره نمود. به‌طور کلی می‌توان گفت که چهره شاپور در تلمود مثبت بوده است و اینکه او همیشه سعی می‌نمود که مدافع و دوستدار یهودیان باشد.

## کارنامه عمرانی و فرهنگی شاپور

### شهرسازی
شاپور در زمان خویش چندین شهر را بنام بیشاپور بنا نمود. ظاهراً شاپور در بنا کردن شهرهای خود از جمله گندی شاپور از اسیران رومی استفاده نموده است. طبق نوشته‌های طبری، شاپور در ساختن بند شوشتر والرین و اسیران رومی را وارد ساخت که این بنا را برپا کنند و والرین هم در برابر این خدمت خواستار آزادی خویش شد. این بند دو منظوره که تلفیقی از پل و سد می‌باشد در نزدیکی شوشتر امروزی واقع شده است. طبق گفتارهای گیرشمن، والرین و همراهانش ای بند را بر اساس یک اردوگاه نظامی شهری بنا شده است که گندی شاپور نامیده شده است. در خصوص چگونگی حال و روزگار گندی شاپور اطلاعات زیادی در دست نداریم. اما با اطلاعات اندکی که از دوره انوشیروان وجود دارد می‌توان اطلاعات ارزشمندی از نخستین مرکز علمی شناخته شده در این دوره را به‌دست‌آورد.

#### بیشاپور
بیشاپور نام یکی از شهرهای تأسیس شده به‌دست شاپور می‌باشد و طبق برداشت‌های انجام شده نام این شهر به معنی شهر زیبای شاپور است. شاپور این شهر را به عنوان پایتخت حکومت خود انتخاب کرده بود. این شهر ۱۵۵ هکتار و به صورت چهارگوش بنا شده است و همانند تخت جمشید به کوه تکیه کرده و یک دژ هم برای حفاظت، در ابتدای شهر قرار داده شده است؛ و ادامه شهر را بارو و خندق و رودخانه در میان گرفته است. کاخ‌ها در قسمت شرقی شهر ساخته‌اند که شامل تأسیسات زیرزمینی هم می‌باشد که احتمال داده شده که این قسمت برای انجام امور مذهبی بوده است. کاخ اصلی به صورت مربعی شکل و به ضلع ۲۲ متر است که گنبدی به ارتفاع ۲۵ متر بر آن سوار شده شده است. علاوه بر ساختمان اصلی، پیرامون کاخ، چهار ایوان سه اتاقه داشته است. دیوارهای اصلی کاخ دارای ۶۴ طاقچه بوده که با رنگ‌های تند سرخ و زرد و سیاه دیوارهای کاخ را زینت داده بود. با وجود اینکه هنر کاشی کاری جزو هنرهای ایرانی می‌باشد اما می‌توان حدس زد که در هنر موزائیک سازی کاخ‌های پیشاپور، یونانیان نقش داشته‌اند. در کنار کاخ بیشاپور کاخ دیگری وجود دارد که آثار زیادی از آن باقی نمانده است. اما می‌توان مشاهده نمود که معماری این کاخ همانند تخت جمشید است و سنگ‌تراشی‌های آن تشابه فراوانی با کاخ‌های داریوش و خشایارشا داشته است. در کنار این کاخ پرستشگاهی وجود دارد که با شناختی که نسبت به دین دوره ساسانیان داریم می‌توان حدس زد که این پرستشگاه متعلق به ایزد بانو آناهیتا بوده است. در دورهٔ ساسانیان بنای معبد دچار دگرگونی شد. در این معابد آتشکده به صورت مربع شکل در مرکز تالار قرار داشت که در هر سوی آن یک در ورودی نهاده شده بود. ارتفاع آتشکده در کاخ بیشاپور ۱۴ متر است و اطراف تالار دارای چهار دالان است که در هر سوی آن یک جوی ساخته شده است. ارتفاع دیوار تالار به ۱۴ می‌رسد که دیوارهای کاخ متشکل از تخته سنگ‌هایی است که با بست‌های دم چلچله‌ای به یکدیگر متصل شده‌اند. سرستون‌های کله گاوی استفاده شده در کاخ کاملاً تقلیدی از دوره هخامنشیان است. از بافت شهر مشخص شده است که زندگی محلی در این شهر جریان داشته است و هر محله حد مشخص خودش را به همراه داشته. این شهر دارای دو خیابان اصلی است که در مرکز اصلی شهر یکدیگر را قطع می‌کنند. در نهایت به‌طور قطعی می‌توان گفت که این شهر نمایی از یک هنر ایرانی را نشان می‌دهد.

#### گندی شاپور
گندی شاپور یکی از از شهرهای مهم دوره ساسانی می‌باشد که توسط شاپور یکم ایجاد شده است. این شهر در ابتدای تأسیس خود به تدریج تبدیل به مرکز پزشکی و علمی در عرصه جهانی شد؛ و بنا به گفته‌های تاریخ نویسان، شاپور دستور داده بود که تعدادی از کتب پزشکی یونانی را به زبان پهلوی ترجمه کنند و در این شهر نگهداری کنند. ابوحنیفه دینوری هم در کتاب اخبار الطول چنین می‌گوید: 
 چون شاپور پسر اردشیر بابکان به شهریاری رسید، لشکر به روم کشید پس چون به عراق بازگشت به خاک اهورامزدا رفت و به جستجوی جای مناسبی برای احداث شهری پرداخت تا اسیرانی را که از خاک روم با خود کهن‌دژ بنا کرده است نیشابور است آورده بود در آن جای سکنی دهد، پس شهر گندی شاپور را بنیاد کرد و این شهر را به زبان خوزی نیلاط می‌گفتند، لیکن مردمش آن را نیلاب می‌خواندند.
 این شهر چندین نام را از آن خود کرده بود، بنابراین می‌توان گفت که این شهر قبل از شاپور هم وجود داشته است. شاپور پس از غلبه کردن بر والرین، و ویران ساختن انطاکیه اسیران رومی را وارد شهر کرد و نام این شهر را وه اندیک شاپور به معنی به از انطاکیه شاپور گذاشت؛ زیرا انطاکیه شهر زیبایی بوده است؛ و شاپور هم اصرار داشته است که شهری زیباتر از انطاکیه بسازد. شکل این شهر به صورت شطرنج و مربعی شکل می‌باشد یعنی هشت خیابان، هشت خیابان دیگر را قطع می‌کند. مانی هم در این منطقه اعدام شد و پیکره او به دروازه شهر آویخته شده بود به همین سبب نام دروازه این شهر دروازه مانی بوده است.

##### نهضت ترجمه
با وجود اختلاف در زمان ساخت شهر و دانشگاه گندی شاپور اما می‌توان گفت که فعالیت‌های علمی که باعث شهرت گندی‌شاپور شد در همان دوران اولیه آغاز شد. طبق گفتهٔ منفرد اولمن، جمعیت گندی‌شاپور شامل بسیاری از دانشمندان و صنعتگران انطاکیه، ازجمله پزشکان و فیلسوفان بود که همانند امپراتور اسیر روم والریانوس به‌اسارت گرفته شده‌بودند؛ بنابراین می‌توان فرض کرد که در آن زمان، گندی‌شاپور وارد دوران شکوفایی فرهنگی و فکری، به‌ویژه در علوم اثباتی مانند فیزیک، شیمی، زیست‌شناسی و ریاضیات، شد.
به‌گزارش قفطی، شاپور اول، هم‌زمان با بنیان‌نهادن شهر، جمعی از صاحبان حرفه‌های گوناگون و به‌ویژه طبیبان حاذق را از قسطنطنیه به گندی‌شاپور آورد. این گروه، نوجوانان را آموزش دادند و باعث شهرت شهر به‌عنوان مرکزی طبی شدند. این افراد را والریانوس قیصر روم و همراهان اسیر وی معرفی کرده است که شاپور از مهارت آن‌ها در کارهای ساختمانی بهره برد. ابن عبری نیز اشاره کرده است که گروهی از پزشکان یونانی به‌ترویج طب بقراطی در گندی‌شاپور پرداختند. این گزارش‌ها پیشینهٔ آموزش پزشکی را در گندی‌شاپور به حکومت شاپور اول بازمی‌گرداند.

#### دیگر شهرها
نیشابور از دیگر شهرهایی بود که شاپور آن را بنا کرده بود و در دوره ساسانی شهر مهمی از لحاظ نظامی بوده است. پیروز شاپور (انبار) شهر دیگری است که شاپور پس از نبردی با رومیان در نزدیکی این شهر، آن را تجدید و بازسازی و بنام خود نامگذاری کرد. در این شهر مخازن بزرگ اسلحه و مواد غذایی را برای سپاهیان ساسانی ایجاد می‌کردند بنابراین نام دیگر این شهر، شهر انبار بوده است.

## ابنیه و آثار

### غار شاپور

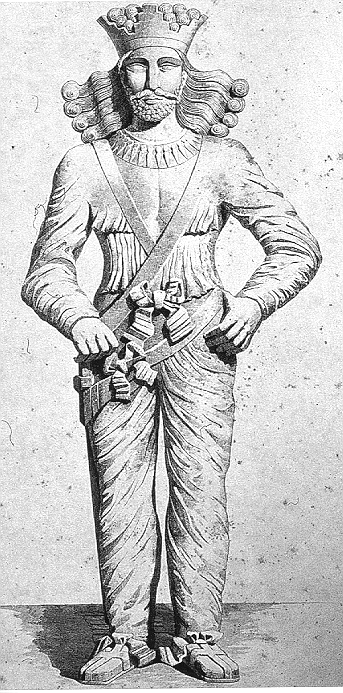
پیکرهٔ شاپور یکم، بازسازی‌شده به‌دست جورج رالینسون، ۱۸۷۶

غار شاپور در انتهای تنگ چوگان و در چهار کیلومتری شهر بیشاپور در کازرون مهم‌ترین پایتخت ساسانیان در ارتفاع حدود ۸۰۰ متری از سطح زمین قرار دارد و دهانهٔ آن حدود ۳۰ متر می‌باشد. در دهانهٔ این غار تندیس شاپور قرار گرفته است و به همین دلیل این غار به نام شاپور معروف شده است. تندیس شاپور از یک ستون چکیده غول‌پیکر که در این غار وجود داشته تراشیده شده و با وجود گذشت ۱۷۰۰ سال همچنان پابرجا می‌باشد و تنها تندیس باقی‌مانده از دوران باستان است که حدود ۷ متر ارتفاع دارد. بعد از گذشت سال‌ها کماکان سر این تندیس سالم می‌باشد ولی دو دست آن شکسته‌اند. تندیس واژگون شده‌بود که در سال ۱۳۳۶ توسط ارتش در جای خود قرار گرفت. این تندیس، شاپور را به صورت ایستاده نشان می‌دهد.

### کعبه زرتشت

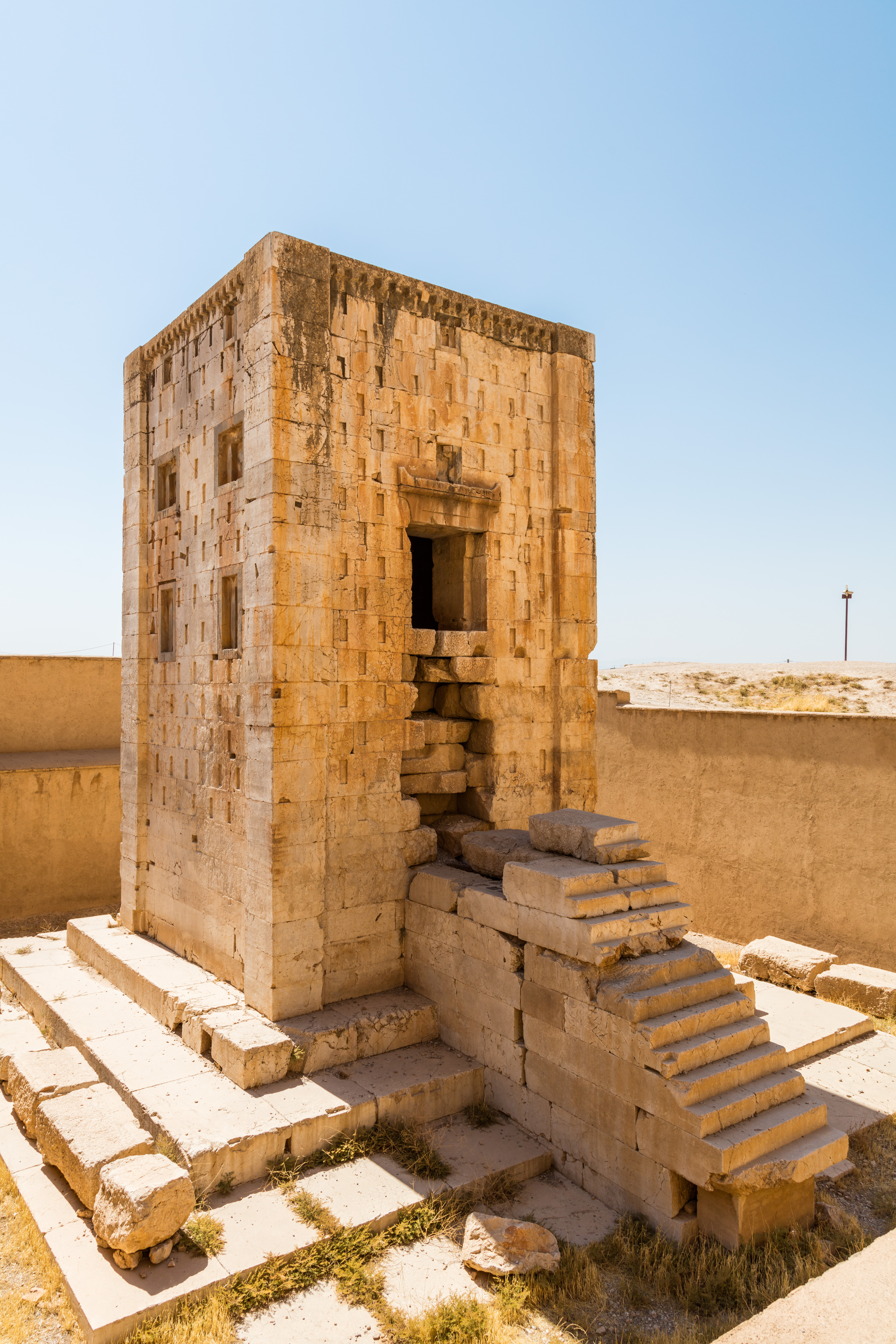
نمایی از مقابل کعبه زرتشت

در کنار نقوش حکاکی شده از پادشاهان ساسانی در نقش رستم، می‌توان به مکانی اشاره نمود که به اصطلاح به آن کعبه زرتشت می‌گویند. در این بنا می‌توان کتیبه‌ای از شاپور یکم را مشاهده نمود که این کتیبه یکی از مهم‌ترین مأخذهای تاریخ ایران در سده سوم میلادی می‌باشد. این نبشته سه ضلع از کرسی این بنا را دربرگرفته است که به زبان‌های پهلوی، پارتی و یونانی نوشته شده‌اند. در قسمت دیوار شرقی خطوط پهلوی به همراه سی و پنج سطر قابل مشاهده می‌باشد و در قسمت غربی آن خطوط پارتی با سی سطر و در قسمت جنوبی خطوط یونانی به همرا هفتاد سطر نگاشته شده‌اند و بیشترین آسیب وارد شده برای خطوط پهلوی می‌باشد. همچنین می‌توان مشاهده نمود که خطوط پارتی و یونانی توافق بیشتری با یکدیگر دارند و خطوط پهلوی تفاوت بسیاری نسبت به این خطوط دارد؛ و احتمال داده می‌شود که شاپور این متون را برای دو دبیر نقل کرده است و هر کدام به‌صورت جداگانه‌ایی آن را تحریر کرده‌اند و بعدها این متون را بر روی سنگ حک نموده‌اند. در زیر متون فارسی میانه، نوشته‌ایی از کرتیر موبد موبدان هم به چشم می‌خورد و همچنین نموداری از نقش کعبه زرتشت را می‌توان مشاهده نمود. این کتیبه دارای سه بخش می‌باشد در ابتدا می‌توان مقدمه را مشاهده نمود و بعد از آن متن اصلی و در انتها ختم کتیبه. در مقدمه طبق روال کتیبه‌های پیشین، شاه به معرفی خود پرداخته است و پس از آن به حد مرز ایرانشهر توجه شده است و محدوده شمال را به کوهای قفقاز و دروازه آلان نسبت داده و مرزهای شمال و مغرب را سرزمینهای ایبری و ارمنستان و کاپادوکیه و کیلیکیه و بخشی از نواحی فرات را جزو ایرانشهر معرفی نموده است و در نهایت حدود مشرق را تا پیشاور بیان کرده است. سپس از سه پیروزی خود در مقابله با رومیان سخن می‌گوید. در این کتیبه از نامهای مسئولان و بزرگان ایرانشهر در درون دربار پاپک و اردشیر و شاپور یادبرده شده است. این کتیبه به زبان شاپور نوشته نشده است بلکه این کتیبه به دستور موبد موبدان، کرتیر نوشته شده است و اطلاعات مهمی در خصوص نظام دولتی و تشکیلات آن دوره به ما ارائه می‌دهد به طوری که می‌توان فهرستی از کارگران نواحی مختلف را در این سنگ نوشته مشاهده نمود؛ و در نهایت کتیبه با این نوشته به پایان می‌رسد:
باشد تا آنکس که پس از ما خواهد آمد و آن کس که پس از ما فرمانروا خواهد شد، اگر به نیکی خدمتگزار خداوند باشد. یزدان یار و مددکارش شود، بدانگونه که یار و مددکار ما بود.

### کتیبه‌ها

#### حاجی‌آباد
این کتیبه نزدیک به روستای حاجی‌آباد می‌باشد که در یک مکانی به نام غار شیخ علی یا زندان جمشید بر روی صخرهٔ کوهی نهادینه شده است و این ناحیه در چند کیلومتری نقش رستم قرار دارد. این کتیبه به دو زبان پهلوی و پارتی نوشته شده که در تحریر فارسی میانه آن، شامل ۱۶ خط می‌باشد و زبان پارتی آن ۱۴ سطر را شامل می‌شود. در ابتدای کتیبه شاپور نام و لقب خود و نام جد و پدرش خویش را بیان می‌کند. محتوای کتیبه اطلاعاتی دربارهٔ تیراندازی او را ارائه می‌دهد و در نهایت انتهای کتیبه با دعا و سپاسگزاری به پایان می‌رسد.

#### نقش رجب
این کتیبه در نقش رجب در سه کیلومتری شمال تخت جمشید قرار دارد که شامل تصویری از خود او و همراهانش وجود دارد که همراه با کتیبه ایی سه زبانه می‌باشد. در این کتیبه شاه نام و نسب و نیای خود را به سه زبان پارتی و یونانی و پهلوی ذکر کرده است. خطوط پارتی و یونانی بر روی شانهٔ اسب شاه قرار داده شده‌اند و خطوط پهلوی در برابر سینه شاه کنده کاری شده‌اند. تحریر پهلوی شامل پنج خط می‌باشد که سطر پنجم یک کلمه نوشته شده است و تحریر پارتی آن شامل چهار خط و یونانی آن شش سطر می‌باشد.

#### تنگ براق
این کتیبه در تنگه براق، که ده کوچکی نزدیک به دزکرد و در ۱۲۳ کیلومتری غرب آباده و در شمال غرب حاجی‌آباد کشف شده است که این کتیبه هم همانند کتیبه حاجی‌آباد به دو زبان پهلوی و پارتی نوشته شده است. آسیب‌های فراوانی به کتیبه وارد شده است اما می‌توان گفت که اطلاعات درون آن همانند کتیبه حاجی‌آباد می‌باشد اما مضمون و محتوای آن فشرده تر می‌باشد.

#### خان‌تختی
این نقش برجسته متعلق به قرن سوم میلادی و دوره پادشاهی ساسانیان است و در شهر سلماس قرار دارد. سلماس کنونی در دوره اشکانیان یکی از مناطق حائل بین ایران و امپراتوری روم بوده و پس از آن به محل درگیری‌های نظامی دو ابرقدرت شاهنشاهی ایران ساسانی و امپراتوری روم بدل شد. سنگ‌نگاره خان‌تختی یادگار یکی از پیروزی‌های ایرانیان بر رومیان است و در آن اردشیر پاپکان و ولیعهدش شاپور یکم تصویر شده‌است که در بازگشت از فتح ارمنستان و پیروزی بر سپاهیان روم، دو تن از حکمرانان ارمنی محلی، هدایایی به ایشان تقدیم می‌کنند.)

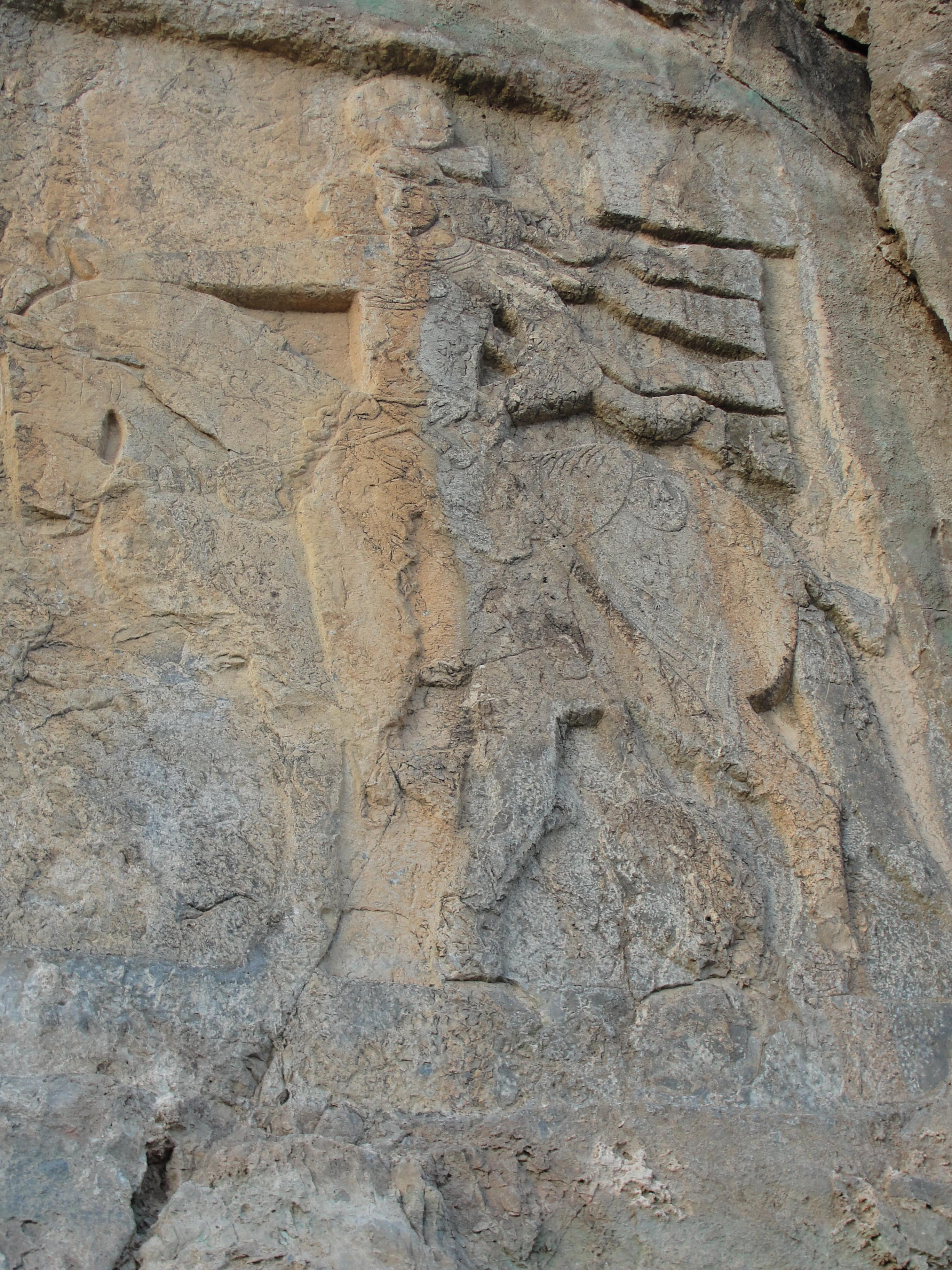
شاپور یکم سوار بر اسب. دست چپ شاپور روی دسته شمشیر است و با دست راست هدیه را از فرد ارمنی تحویل می‌گیرد (یا حلقه قدرت را به او می‌دهد).

### نقش برجسته‌ها

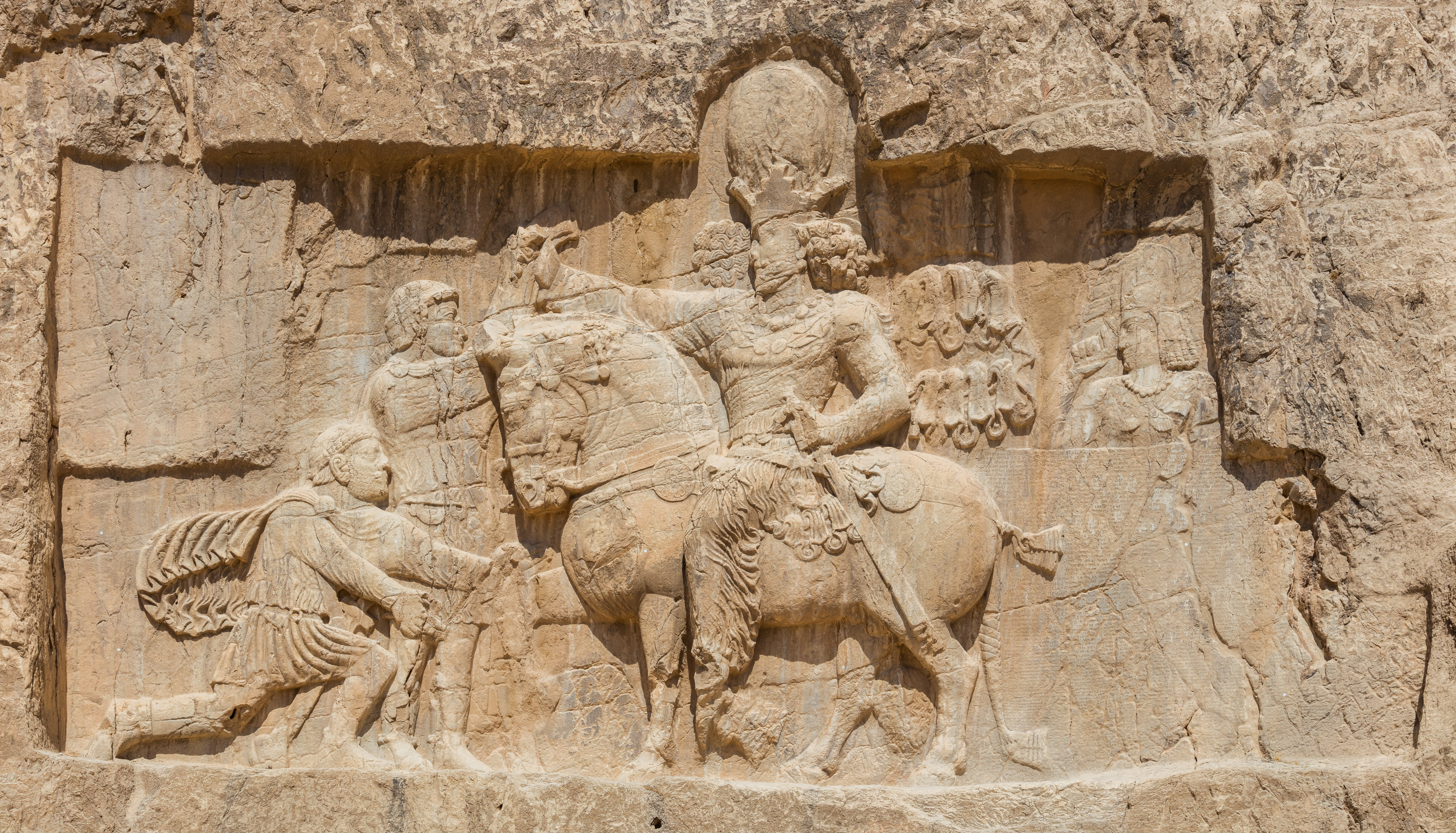
سنگ‌نگاره پیروزی شاپور بر امپراتوران روم

در زمان شاپور یکم سه امپراتور روم به ایران تاخت آوردند. نخستین آن‌ها گوردیانوس جوان بود که در سال ۲۴۲ میلادی کشته شد. دیگری فیلیپ عرب بود که در برابر شاپور ناچار به تسلیم شد و پذیرفت که سالیانه به ساسانیان برای حملات پی‌درپی‌ای که به آنجا نموده و خساراتی که وارد کرده بود، باج بپردازد. در پایان والرین بود که در سال ۲۶۰ میلادی با ۷۰ هزار سرباز و سناتور رومی اسیر ساسانیان شد. در همین راستا شاپور دستور داد تا سنگ‌تراشان سنگ‌نگاره‌های متعدد و عظیمی در گذرگاه‌های اصلی و شاهراه‌های عبور و مرور قشون و مردم کنده‌کاری نموده و با ظرافت رویدادهای مهم تاریخی دوران حکومت قدرتمند خویش را بر دل صخره‌های محکم کوه حک نمایند، تا مردم آن دوران از این فتوحات و دستاوردهای ساسانیان آگاه شده و از آن پند بگیرند؛ که می‌توان به نقش برجسته دارابگرد، نقش برجسته اول پیروزی شاپور بر رومیان و دیهیم ستانی از اهورامزدا، نقش برجسته دوم پیروزی شاپور یکم و دشمنان رومی، نقش برجسته سوم شاپور یکم و دشمنان رومی و نقش برجسته شاپور یکم و امپراتوران روم شاره کرد.

## سکه‌شناسی
شیوه نظام پولی که شاپور در حکومت خود بکار می‌برد کاملاً اقتباس شده از شیوه‌های ساختاری پدرش بود. تقریباً می‌توان گفت که شکلی که اردشیر برای سکه‌های خود تصویب کرده بود، در دوره‌های شاپور هم بکار برده شد؛ و نکته قابل توجه سکه‌های این دوره به سر کردن تاج کنگره‌دار اهورامزدا به دست شاپور می‌باشد بعد از این دوره است که می‌توان مشاهده نمود که هر پادشاه ساسانی تاج خاص خود را بر سر دارد، که نماد خوره یا همان منزلت آسمانی هر پادشاه می‌باشد. در پشت سکه هم می‌توان مشاهده نمود که آتشکده‌ای با اندکی تغییرات وجود دارد که دو نگهبان در کنار خود داشته است که آنها هم همانند پادشاهان تاج کنگره‌دار اهورامزدا را بر سر داشته‌اند که احتمال داده می‌شود که همان پادشاه می‌باشد که مسئول نگهداری از آتش مقدس می‌باشد. عنوانی که شاپور بر روی سکه‌های خود ضرب کرده است با عنوانی که پدرش به کار برده است مطابقت دارد؛ که این نوشته بر روی سکه به این صورت بیان شده است: «شاهنشاه بزرگ مزدیستایی، شاپور، [شاه] ایرانیان که تخمه از خدایان دارد.» همچنین در پشت سکه هم شباهت‌هایی دیده می‌شود. نکته قابل توجهی که در سکه‌های شاپور مشاهده می‌شود این است که که او نامش را در سکه‌های خود «شاهنشاه ایرانیان» ثبت کرده است اماد ر سنگنبشته‌هایی که در این دوره قابل مشاهده می‌باشد، شاپور بر لقب شاهنشاه ایران و انیران تأکید بسیار خاصی دارد. شاپور در اوایل سلطنت خویش تصویری از خود که کلاهی عقابین به سر داشت را بر روی سکه‌ها حک نمود، که این تصویر را می‌توان در نقش برجسته‌های فیروزآباد هم مشاهده کرد. شاپور همانند پدر خویش ضرب سکه را ترویج داد و علاوه بر دینار، قیمت‌های دینار را نیز همانند پدرش روی کار آورد. شاپور تا اواخر سلطنت خویش شکل ظاهری سکه‌ها را به هیچ وجه تغییر نداد و همچنین نمی‌توان اثری از ثبت پیروزی‌های خود بر روی سکه‌ها مشاهده نمود.

## منبع‌شناسی